# Eskilstuna
För andra betydelser, se Eskilstuna (olika betydelser).

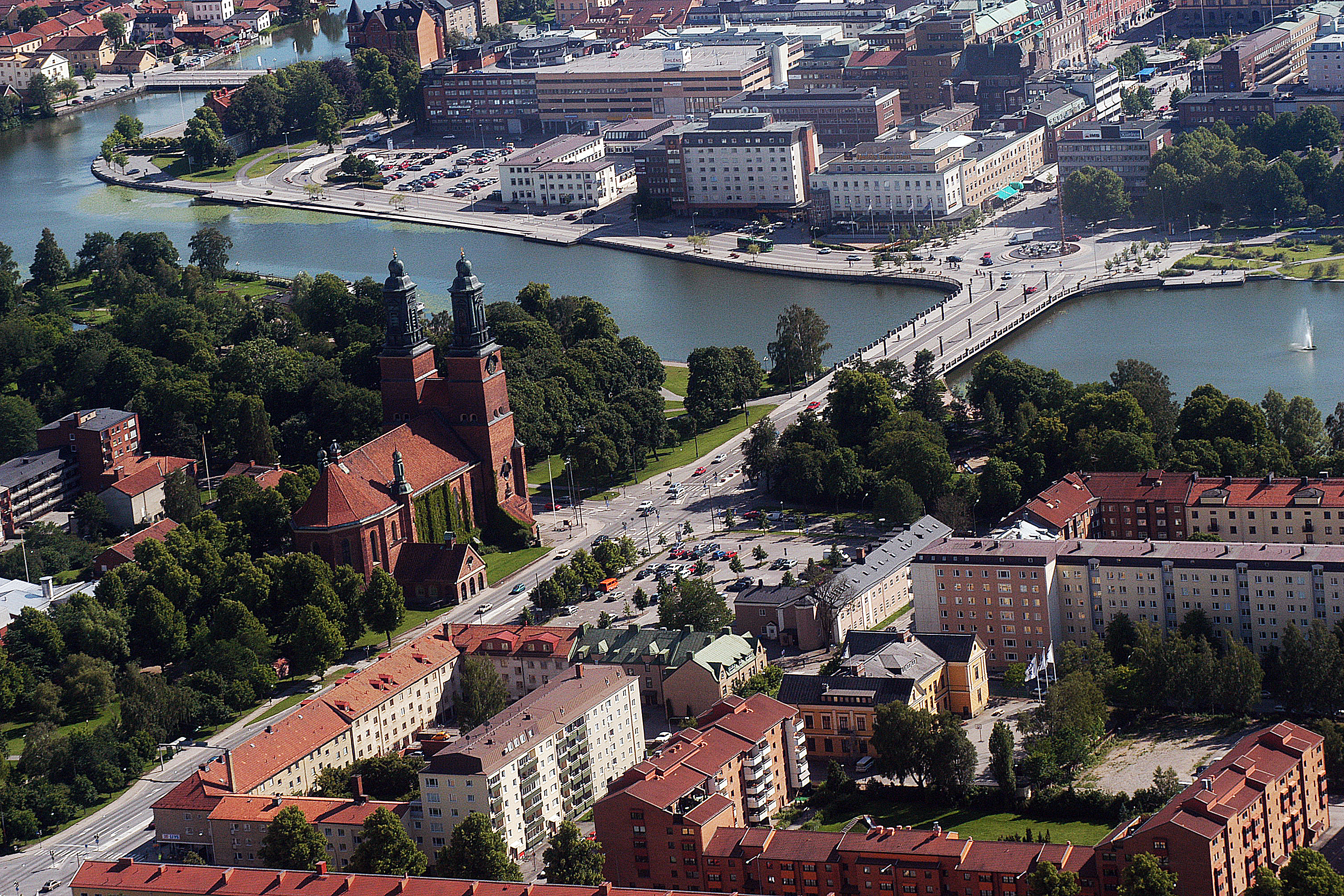
Flygbild över Eskilstuna med Klosters kyrka till vänster i mitten.

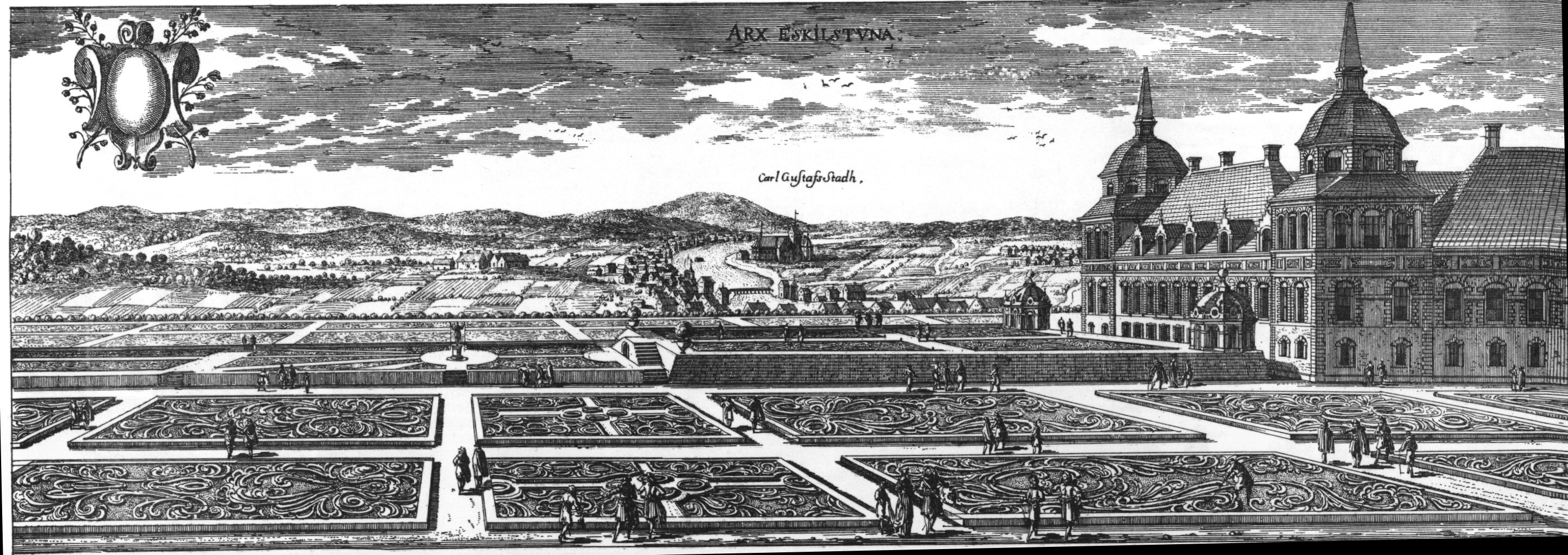
Eskilstunahus vid slutet av 1600-talet ur Suecia antiqua et hodierna.

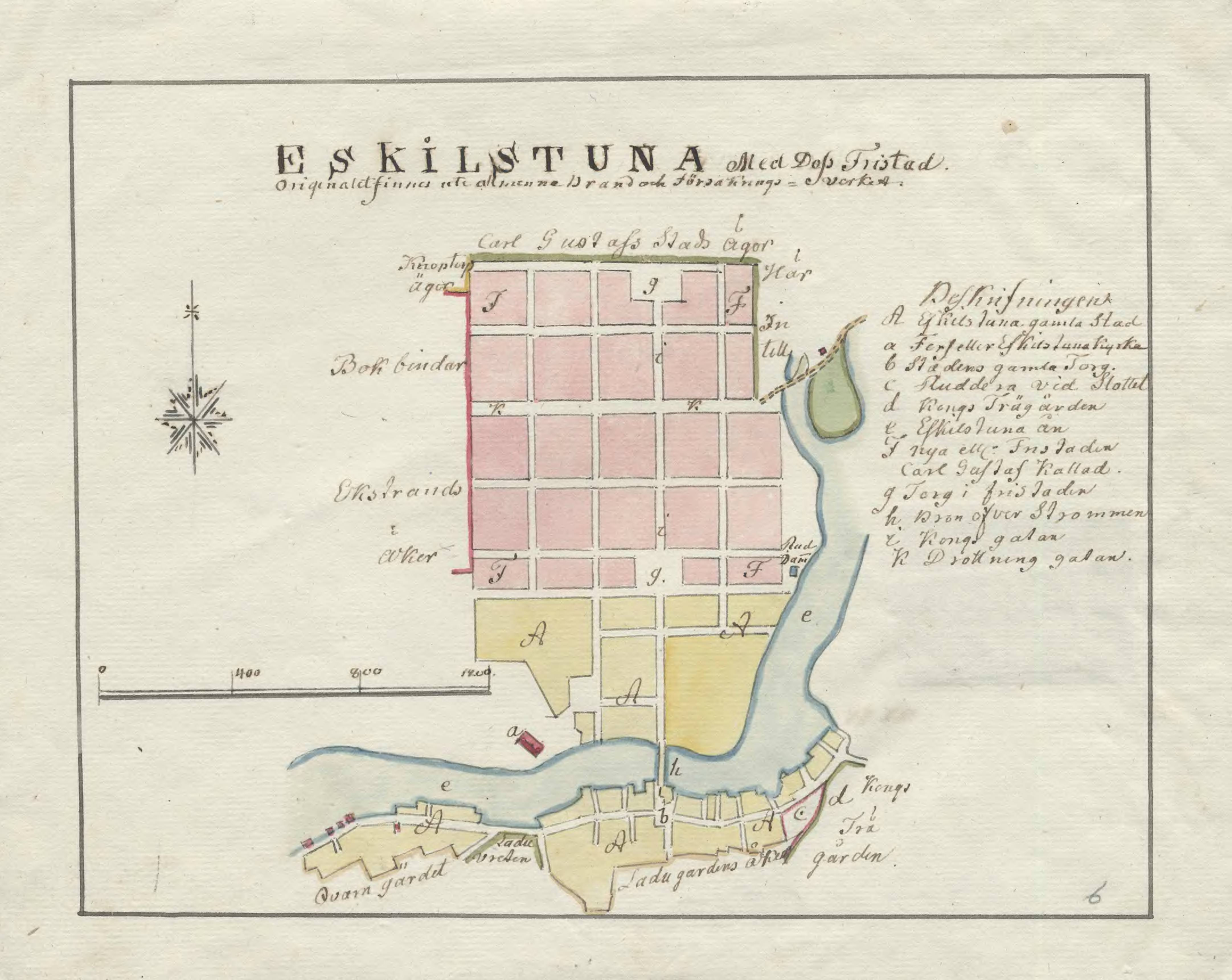
Karta över Eskilstuna från 1790-talet.

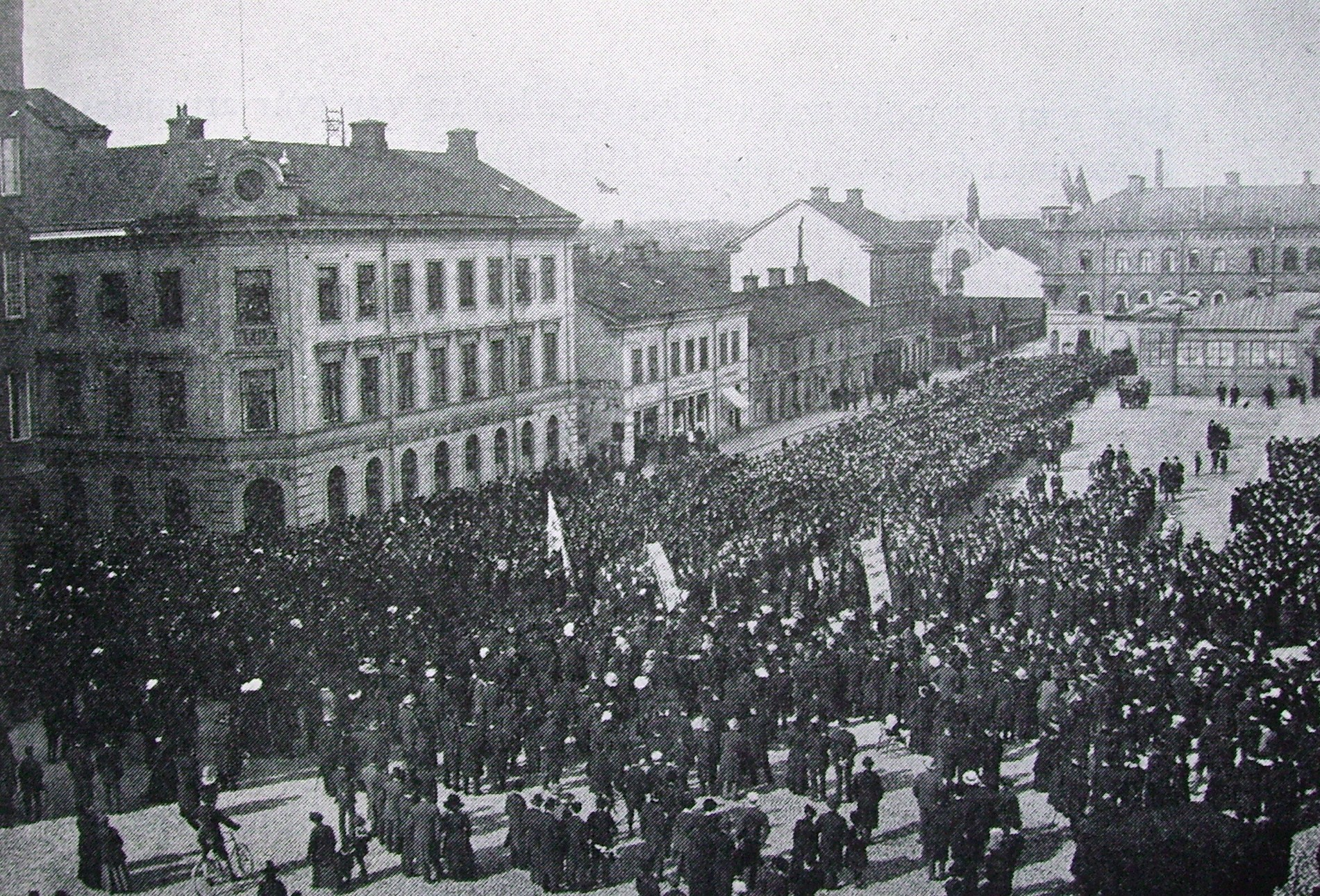
Arbetarrörelsen har möte på Fristadstorget.

Eskilstuna (uttal (fil)) är en tätort i Södermanland, centralort i Eskilstuna kommun och den största tätorten i Södermanlands län. I tätorten bor 70 646  invånare 2023 och i Eskilstuna kommun bor 107 335 invånare 2024. Genom orten rinner Eskilstunaån.
Eskilstuna fick sitt namn efter biskop Eskil av Tuna stift med biskopssäte i Tuna, motsvarande nutida Eskilstuna.

## Historia
Två handelsplatser kallades under hednatiden för Tuna och Fors, och var då ett handelscentrum för Rekarnebygden, belägen där sjövägen från Mälaren upphörde och handelsvägen genom skogen till Hjälmarebygden vidtog. På 1000-talet blev handelsläget mindre förmånligt till följd av landhöjningen, som skapade nya vattenfall vid Torsharg, idag Torshälla.
Tuna, som omtalas i skriftliga källor första gången 1104, blev under 1100-talet centrum för kulten kring Sankt Eskil. Enligt legenden från 1300-talet var Eskil en engelsk munk som dödades av asatroende hedningar i Strängnäs i slutet av 1000-talet. Både Fors och Tuna kyrkor har förknippats med Sankt Eskil, men helgonlegenden utpekar Tuna. Tuna kyrka, som 1231 övertogs av Johanniterklostret har visat sig härröra från 1100-talet, men har haft en äldre föregångare på samma plats. Under den nuvarande Tuna kyrka från 1100-talet har rester av en stenkyrka från 1000-talet påträffats. Bland fynden från undersökningarna märks särskilt Eskilstunakistan från slutet av 1000-talet. Fors kyrka som fortfarande står kvar och vars äldsta delar härrör från 1100-talet, har visat sig haft en föregångare från 1000-talet. Under denna äldre stenkyrka fanns spåren efter en ännu äldre träkyrka. Utöver dessa kyrkor fanns här ytterligare en kyrka, Ekeby kyrkoruin, uppförd på 1100-talet.
I Florenslängden, ursprungligen från 1103, omnämns Tuna som biskopssäte. Men det förefaller som om det endast var biskopssäte en kort tid, under en period innan några egentliga stift inrättats. Omkring 1180 anlades Johanniterklostret som var Johanniterordens svenska huvudkloster. Det är oklart hur pass omfattande bebyggelsen runt klostret och kyrkan var, men här fanns flera hantverkare och en kvarn. Någon gång före 1266 ändras namnet från Tuna till Eskilstuna. Namnet Eskilstuna finns belagt i ett medeltidsbrev skrivet på latin hos riksarkivet första gången 1285.
Vid reformationen indrogs klosteregendomarna, som gjordes till kungsgård, klosterbyggnaden revs, och istället uppfördes ett slott, Eskilstunahus, som var ett av Hertig Karls residens. Hertig Karl gynnade näringslivet i Eskilstuna, som han önskade göra till en industristad, särskilt för smide. Han anlade på 1570-talet ett järnbruk vid Tunafors. Tunafors lämpade sig för detta genom sitt centrala läge i landet, närheten till Bergslagen, krafttillgången från fallen, kolskogarna i söder, och jordbruksproduktöverskottet från Rekarneslätterna i nordöst. Genom Eskilstuna kanal gav han orten sjöförbindelse. Tunafors, hade vid denna tid spik- och vapensmedjor, såg- och mjölkvarnar, vadmalsväveri och liknande, men förvägrades stadsprivilegier till följd av närheten till Torshälla. Bostäder för arbetarna växte fram dels vid bruket men även utmed Köpmangatan och i det som kom att kallas för Nystaden väster om ån. 1620-talet innebar ett uppsving för bruket.
Karl X Gustav, som bott i Eskilstuna, sökte emellertid där skapa en stor industristad, Karl Gustavs Stad, och utrustade livländaren från landskapet Svenska Livland Reinhold Rademacher med stora privilegier för att flytta dit dennes verkstäder vid Kirkholm. Planerna genomfördes endast till en femtedel. Stadens område omfattade nu både Tunafors och Nystaden. Befolkningsökningen innebar nu att Fors kyrka blev för liten. Genom en ombyggnation tredubblades dess volym, men trots detta förblev den trång. Efter Rademachers död gick dock manufakturverket sämre, och 1739 övergick det i privat ägo under Fredrik Rothoff. Rothoff lät bryta ut manufakturverket Carl-Gustafs stad ur den privilegierade staden, som nu kom att omfatta Nya staden och Nystaden, varvid den återtog namnet Eskilstuna. Vid mitten av 1700-talet hade staden omkring 500 innevånare.
År 1771 lät kung Adolf Fredrik anlägga den så kallade Fristaden, där han lät arbetare inom stål-, järn-, och metallindustrin slå sig ned. Dessa fick förmånliga diskontlån, blev anvisade mark och fick rådgivning. Detta ledde till en uppblomstring av Eskilstunas metallindustri. De olika delarna Gamla staden, Nystaden och Fristaden förblev dock åtskilda, 1833 förenades Eskilstuna och Karl Gustavs Stad till en enhet. Ända fram till 1879 utgjorde "Eskilstuna Fristad" ett eget område inom Eskilstuna stad. Behovet av bostäder var stort och år 1875 bildades därför en byggnadsnämnd. 1877 antogs en ny stadsplan som omfattande delar av Söder och hela Norr. År 1885 anställde man en stadsingenjör och 1898 började Gerdt Hallberg sin tjänst som stadsarkitekt.
Under 1800-talet innebar den växande industrin ett ökat behov av kommunikationer. En ny kanal byggdes förbi Torshällafallen och stod färdig 1865. Kanalen var i bruk fram till 1965 då den stängdes. 1876–1877 fick staden järnvägsförbindelser med Nyköping och 1895 med Södertälje.
Eskilstuna växte och blev en av Sveriges viktigaste industristäder. Industrier som genom olika epoker varit viktiga för Eskilstuna är Rademachersmedjorna, AB Separator, AB C. O. Öberg & co., Carl Gustafs stads gevärsfaktori (Nuvarande Saab Bofors Dynamics AB), Eskilstuna Jernmanufaktur, Nickelfabriks AB Gottfrid Carlsson, Gense, L. F. Ståhlberg & Co bordknifsfabrik, Bolinder-Munktell (senare Volvo BM, nuvarande Volvo Construction Equipment), August Stenman (senare ASSA) och CE Johansson (Mått-Johansson).
1858 anslöts Eskilstuna till det svenska telegrafnätet. 1882 inrättades ett telefonnät i Eskilstuna, som 1885 anslöts till rikstelefonnätet. Hösten 1884 installerade en dynamo vid Munktells verkstäder för belysning med båglampor, och redan samma år följde några andra företag efter. 1889 fick Eskilstuna sin första elektriska gatubelysning, och 1895 bildades ett bolag för eldistribution till privata kunder. Utbyggnaden gick dock fram till omkring 1905 långsamt. 1909 var dock hälften av stadens industrier elektrifierade. 1913 övertog Eskilstuna stad elbolaget och 1914 anslöts det till riksströmnätet. 1917 var alla industrier av någon betydelse elektrifierade. Ett vattenledningsnät togs i bruk i staden 1887. I början av 1860-talet inrättades på privat initiativ ett gasverk, vilket staden kom att teckna avtal med om leverans av gas för gatubelysning. Gasbolaget övertogs 1901 av Eskilstuna stad.
Industrialiseringen innebar en stor bostadsbrist i Eskilstuna. Redan på 1830-talet överläts delar av Kungsladugårdens mark till staden för bostadsbyggande men utvecklingen gick långsamt. Kring sekelskiftet 1900 byggdes enstaka nya stenhus bland den gamla trähusbebyggelsen i centrum. Först sedan Nyfors municipalsamhälle och Fors och Klosters landskommuner inkorporerats 1907 kom bostadsbyggandet i gång i stor skala. Särskilt under mellankrigstiden var byggnationen intensiv. Även under 1940- och 1950-talen förekom en intensiv byggnation.

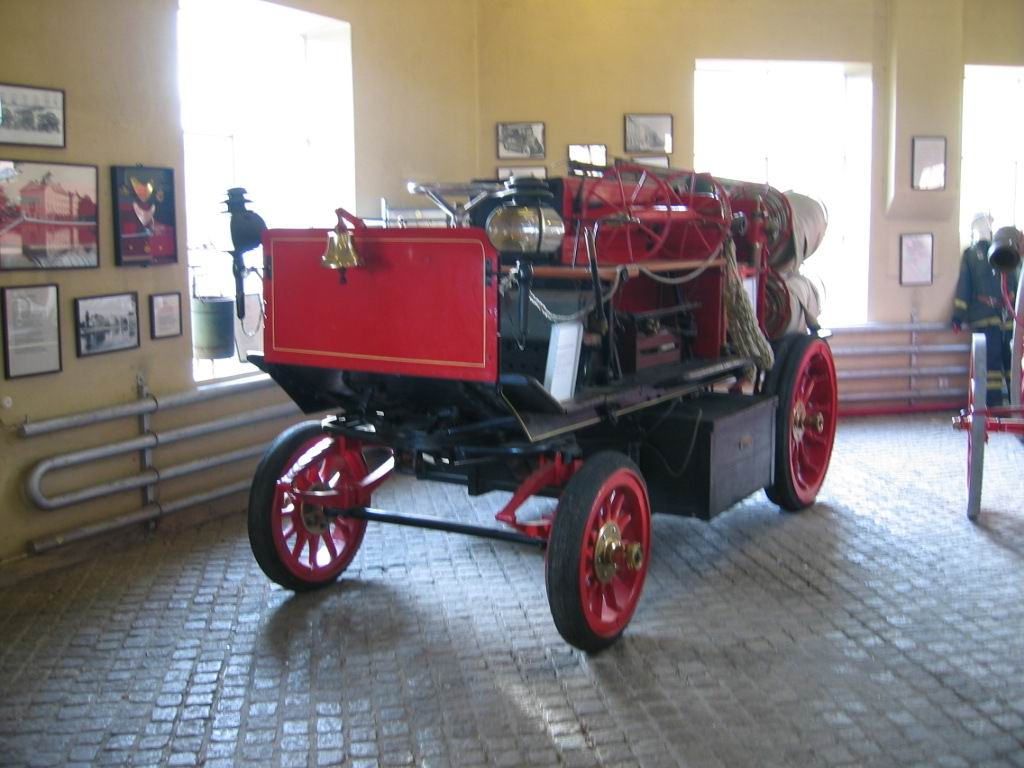
Sveriges första elektriska brandbil levererad till staden i december 1902.

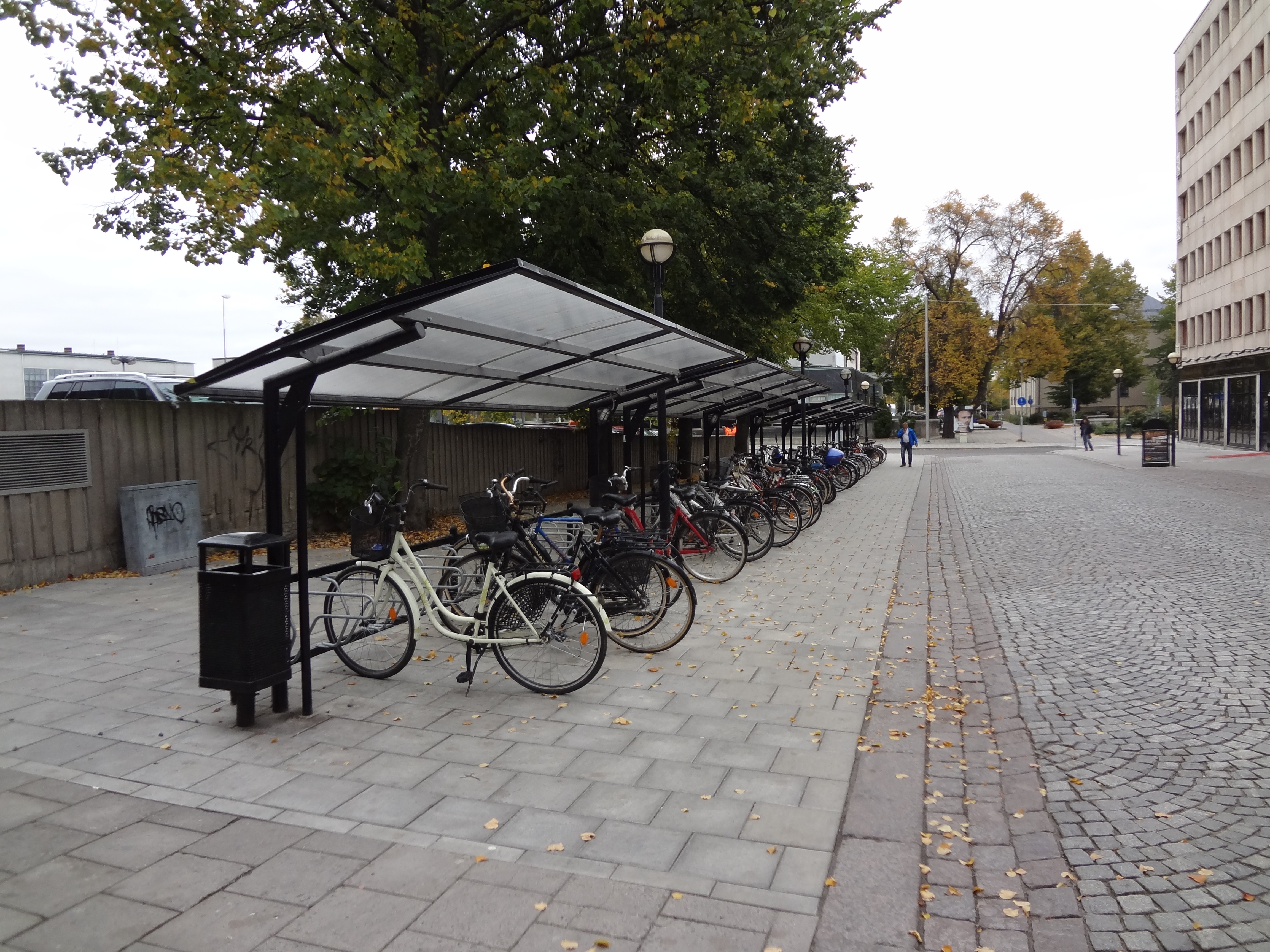
Cykelparkering på Kriebsensgatan, Eskilstuna blev årets cykelstad 2000.

Under 1970-talet hade Eskilstuna en tillbakagång då många industrier lades ner. I slutet av 1990-talet, då Svealandsbanan mellan Valskog och Södertälje tillkom, bröts tillbakagången.
Natten till den 25 februari 2009 utbröt en stor brand på Quality Hotel Statt (numera Stadshotellet Elite), vilket var en av de största bränderna i Eskilstuna genom tiderna.

### Administrativa tillhörigheter
Eskilstuna bestod ursprungligen av en ort, Tuna (Tunafors) öster om ån i Klosters socken och en stad kring Rademachersmedjorna, Karl Gustavs stad, väster om ån utbruten 1659 ur Fors socken.  Stadsprivilegierna omfattade också Tunafors.  Vid mitten av 1700-talet bröts manufakturverksamheten ut ur staden varvid den återfick det gamla namnet Eskilstuna. År 1771 styckades området söder (väster) om ån åter till en ny stadsbildning som får namnet Eskilstuna fristad, som sedan 1833 förenas med Eskilstuna stad. Före 1833 var stadens omfattning ganska obestämd, och såväl Klosters som Fors socknar ägde jordlotter inom stadens område och vice versa. 1867 kom Nystaden och Fristaden att bilda stadsdelen Väster och Gamla staden samt några områden tillhörande Kungsladugården, som samma år överfördes från Forss socken till Eskilstuna. Samma år överfördes även några räck- och stångjärnshammare och sliphus som tillhörde Eskilstuna stad men som låg i Fors socken staden.
Efter invigningen av Oxelösundsbanan 1878 uppstod ett samhälle i Nyfors, där många av Eskilstuna arbetare kom att bosätta sig. Redan 1885 väcktes förslag att området skulle införlivas med staden, samtidigt som även Tunafors och Stålfors fabriker föreslogs inkorporeras. Förhandlingarna drog dock ut på tiden och 1889 blev Nyfors självständigt municipalsamhälle. Eskilstuna gav dock inte upp planerna och efter långa utredningar och förhandlingar beslutade staten 3 augusti 1906 att hela Klosters socken/landskommun och Fors socken/landskommun tillsammans med municipalsamhället i Nyfors från nyåret 1907 skulle införlivas med staden. Med denna inkorporering ökades stadens yta från 167,2 hektar till 8.572,8 hektar och folkmängden dubblerades. 1927 inkorporerades även de av Eskilstuna stad köpta gårdarna Ekeby och Brottsta i Torshälla socken. 1971 uppgick Eskilstuna stad i Eskilstuna kommun och orten är sedan dess centralort i kommunen.
Den centrala bebyggelsen, staden, hörde till 1931 till Eskilstuna stadsförsamling medan delar av bebyggelsen utanför staden hörde till Klosters församling och Fors församling. Från 1931, efter stadsförsamlingen delats upp, till 2010 hörde orten till Eskilstuna Klosters församling och Eskilstuna Fors församling som 2010 sammanlades till Eskilstuna församling, som 2020 delades upp i tre församlingar.
Eskilstuna ingick till 1971 i domkretsen för Eskilstuna rådhusrätt och ingår sedan 1971 i Eskilstuna tingsrätts domsaga.

### Befolkningsutveckling
|          | 1800  | 1850  | 1900   | 1950   | 2000   |
| -------- | ----- | ----- | ------ | ------ | ------ |
| Invånare | 1 341 | 3 961 | 13 663 | 53 363 | 57 867 |

| Befolkningsutvecklingen i Eskilstuna 1900–2020 | Befolkningsutvecklingen i Eskilstuna 1900–2020 | Befolkningsutvecklingen i Eskilstuna 1900–2020 | Befolkningsutvecklingen i Eskilstuna 1900–2020 | Befolkningsutvecklingen i Eskilstuna 1900–2020 |
| --- | ---------------------------------------------- | ---------------------------------------------- | ---------------------------------------------- | ---------------------------------------------- |
| |                                                |                                                |                                                |                                                |
| År |                                                |                                                | Folkmängd                                      | Areal (ha)                                     |
| 1900 | 1900                                           |                                                | 21 884                                         | †                                              |
| 1960 | 1960                                           |                                                | 53 936                                         | 1 234                                          |
| 1965 | 1965                                           |                                                | 59 038                                         | 1 307                                          |
| 1970 | 1970                                           |                                                | 68 596                                         | 2 321                                          |
| 1975 | 1975                                           |                                                | 66 409                                         | 2 640                                          |
| 1980 | 1980                                           |                                                | 62 367                                         | 2 960                                          |
| 1990 | 1990                                           |                                                | 59 815                                         | 2 944                                          |
| 1995 | 1995                                           |                                                | 58 984                                         | 2 957                                          |
| 2000 | 2000                                           |                                                | 57 867                                         | 2 950                                          |
| 2005 | 2005                                           |                                                | 60 185                                         | 2 975                                          |
| 2010 | 2010                                           |                                                | 64 679                                         | 3 105                                          |
| 2015 | 2015                                           |                                                | 67 359                                         | 2 980                                          |
| 2020 | 2020                                           |                                                | 69 948                                         | 2 919                                          |
| Anm.: Sammanvuxen med Berga, Flacksta, Måsta, Odlaren, Sal och Ärna 1970, med Västra Borsökna 2010, med Skogstorp 2015. Skiftinge utbruten 2015. Stensätter utbruten 2020 † Stad med förstäder 1900. |                                                |                                                |                                                |                                                |

## Klimat
|                                            | Jan | Feb | Mar | Apr | Maj | Jun | Jul | Aug | Sep | Okt | Nov | Dec |
| ------------------------------------------ | --- | --- | --- | --- | --- | --- | --- | --- | --- | --- | --- | --- |
| Normaldygnets maximitemperaturs medelvärde | −2  | −1  | 2   | 10  | 15  | 20  | 22  | 19  | 14  | 8   | 4   | −1  |
| Normaldygnets minimitemperaturs medelvärde | −6  | −7  | −3  | 3   | 6   | 10  | 15  | 13  | 8   | 3   | 0   | −5  |
|                                            |     |     |     |     |     |     |     |     |     |     |     |     |
| Nederbörd                                  | 39  | 27  | 26  | 30  | 32  | 46  | 72  | 68  | 56  | 48  | 51  | 46  |

| Diagram | temperaturer i °C • månadsnederbörd i mm | temperaturer i °C • månadsnederbörd i mm | temperaturer i °C • månadsnederbörd i mm | temperaturer i °C • månadsnederbörd i mm | temperaturer i °C • månadsnederbörd i mm | temperaturer i °C • månadsnederbörd i mm | temperaturer i °C • månadsnederbörd i mm | temperaturer i °C • månadsnederbörd i mm | temperaturer i °C • månadsnederbörd i mm | temperaturer i °C • månadsnederbörd i mm | temperaturer i °C • månadsnederbörd i mm | temperaturer i °C • månadsnederbörd i mm |
|         | 39 -2 -6                                 | 27 -1 -7                                 | 26 2 -3                                  | 30 10 3                                  | 32 15 6                                  | 46 20 10                                 | 72 22 15                                 | 68 19 13                                 | 56 14 8                                  | 48 8 3                                   | 51 4 0                                   | 46 -1 -5                                 |

## Stadsbild
Eskilstunas äldsta byggnad är Fors kyrka vilken troligen härstammar från 1100-talet. Andra äldre byggnader är Rademachersmedjorna från 1600-talet, samt bebyggelsen längs Köpmangatan mellan Stadsparken och stadsdelen Tunafors.
Industrin i allmänhet och stålindustrin i synnerhet har länge varit viktig för Eskilstuna och detta har synts genom historien. Det nuvarande Eskilstuna är ett resultat av flera olika sammanvuxna samhällen; Gamla Staden med Fors kyrka, Fristaden, Karl Gustavs Stad, Kloster och Nyfors.

### Stadsdelar

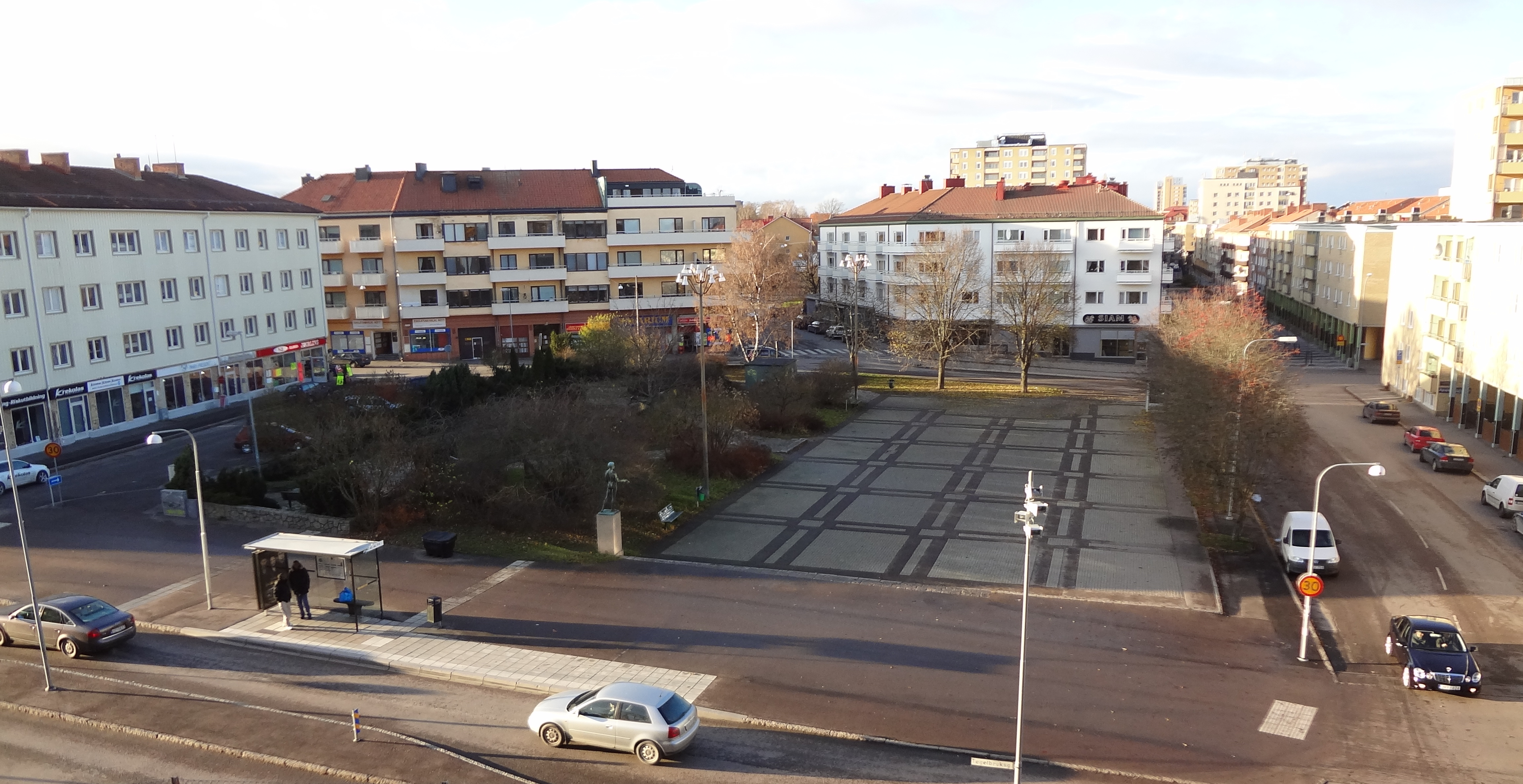
Järntorget i stadsdelen Nyfors.

| - Borsökna - Brottsta - Brunnsbacken - Centrum/Fristaden - Djurgården | - Ekeby - Eskilshem - Flacksta - Fröslunda - Gamla Staden | - Gredby - Hagnestahill - Hällbybrunn - Lagersberg - Lundby | - Mesta - Myrtorp - Måsta - Nyfors - Norr | - Råbergstorp - Sahl - Skiftinge - Skogsängen - Slagsta | - Slottsbacken - Snopptorp - Stenby - Söder - Tunafors | - Valhalla - Viptorp - Västermalm - Årby - Östermalm |

### Bebyggelse

#### Arkitektur
Ett urval av anmärkningsvärda byggnader med en bild av varje byggnad och med angivande av dess namn, adress, arkitekt(er), invigningsår och stil.

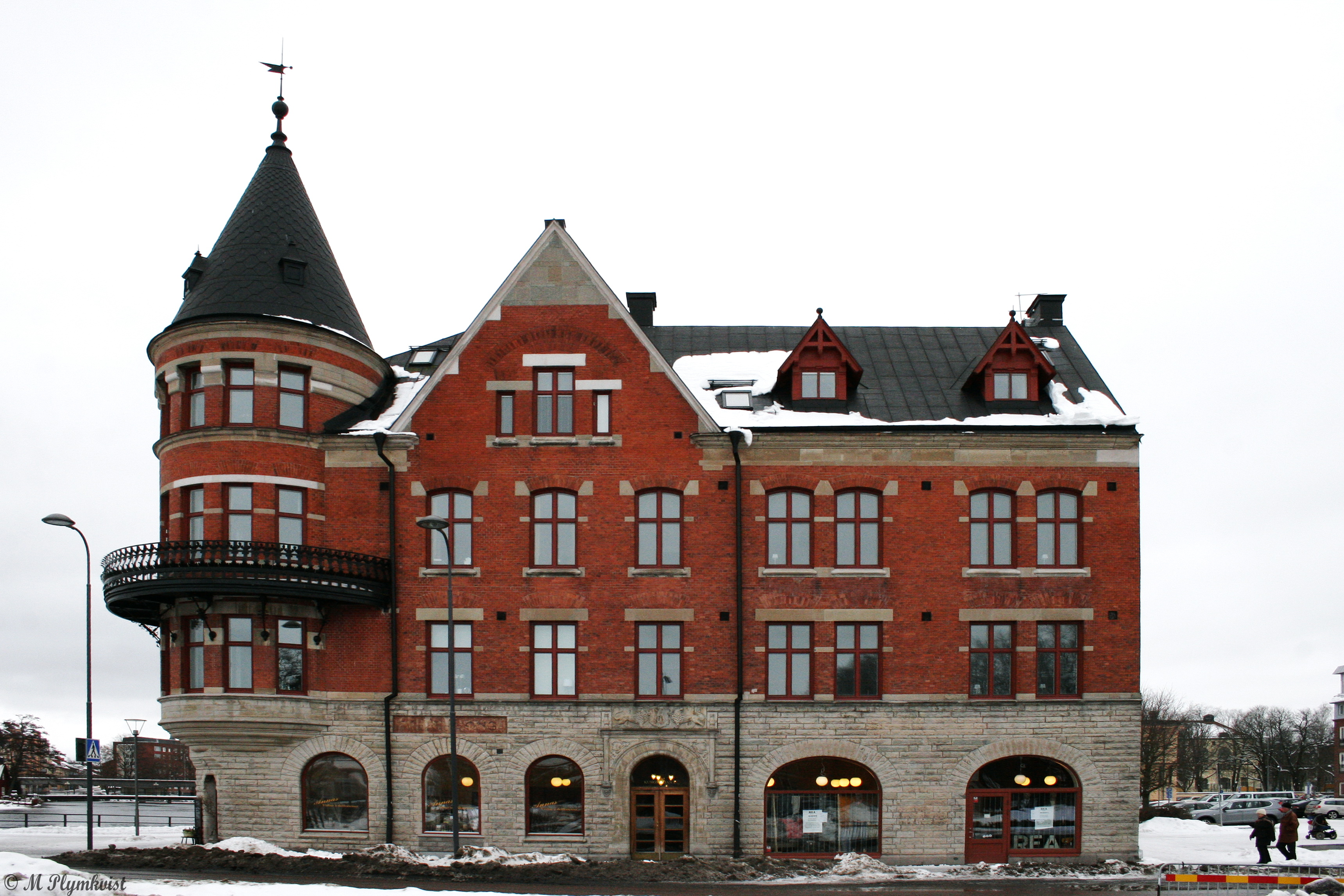
Skandiahuset[28][29], Kungsgatan 1, Valfrid Karlson (1855-1935), 1895, nordeuropeisk renässans
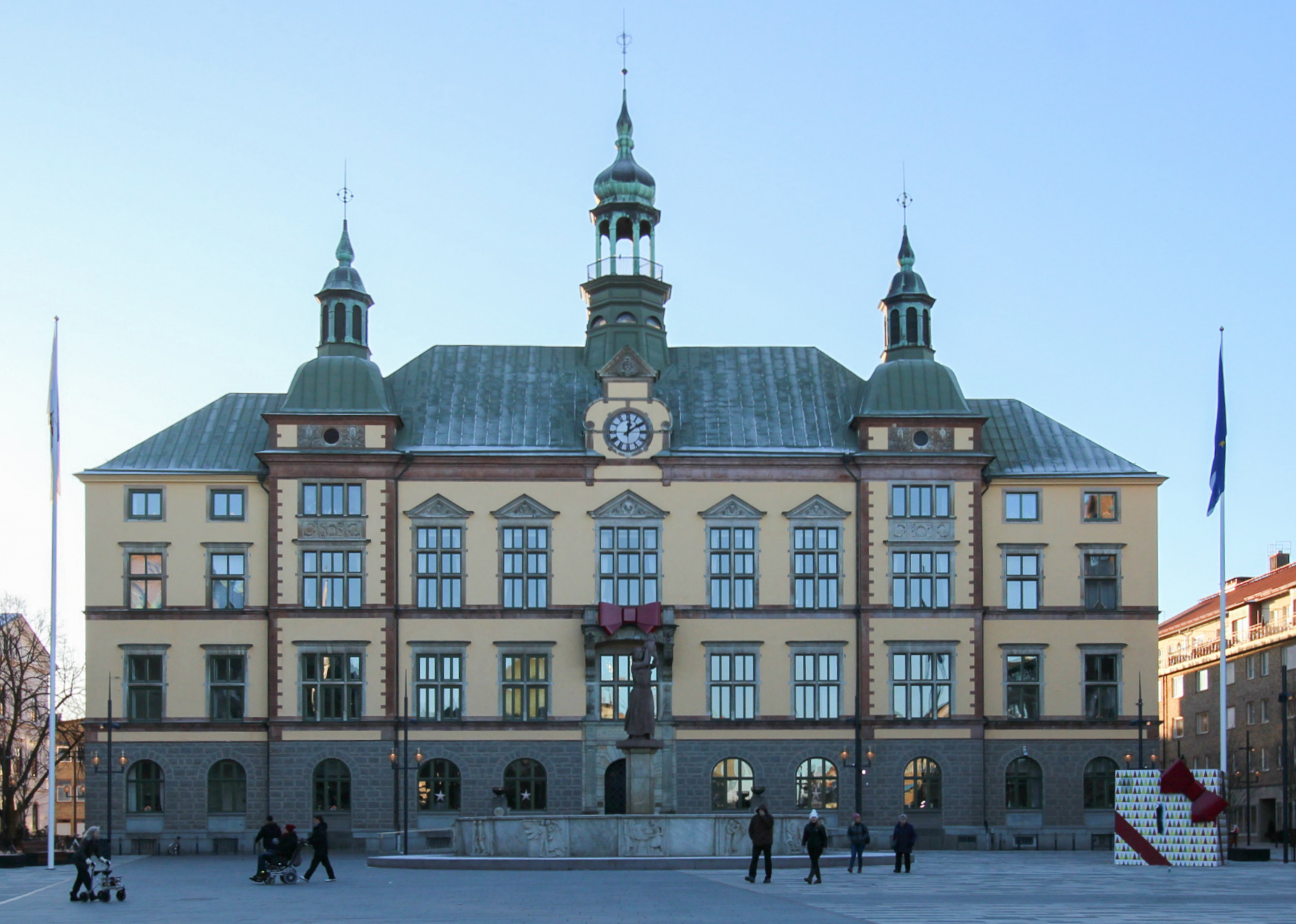
Stadshuset[30][31], Fristadstorget 86, Emil Befwe (1860-1939), 1897, nederländsk renässans
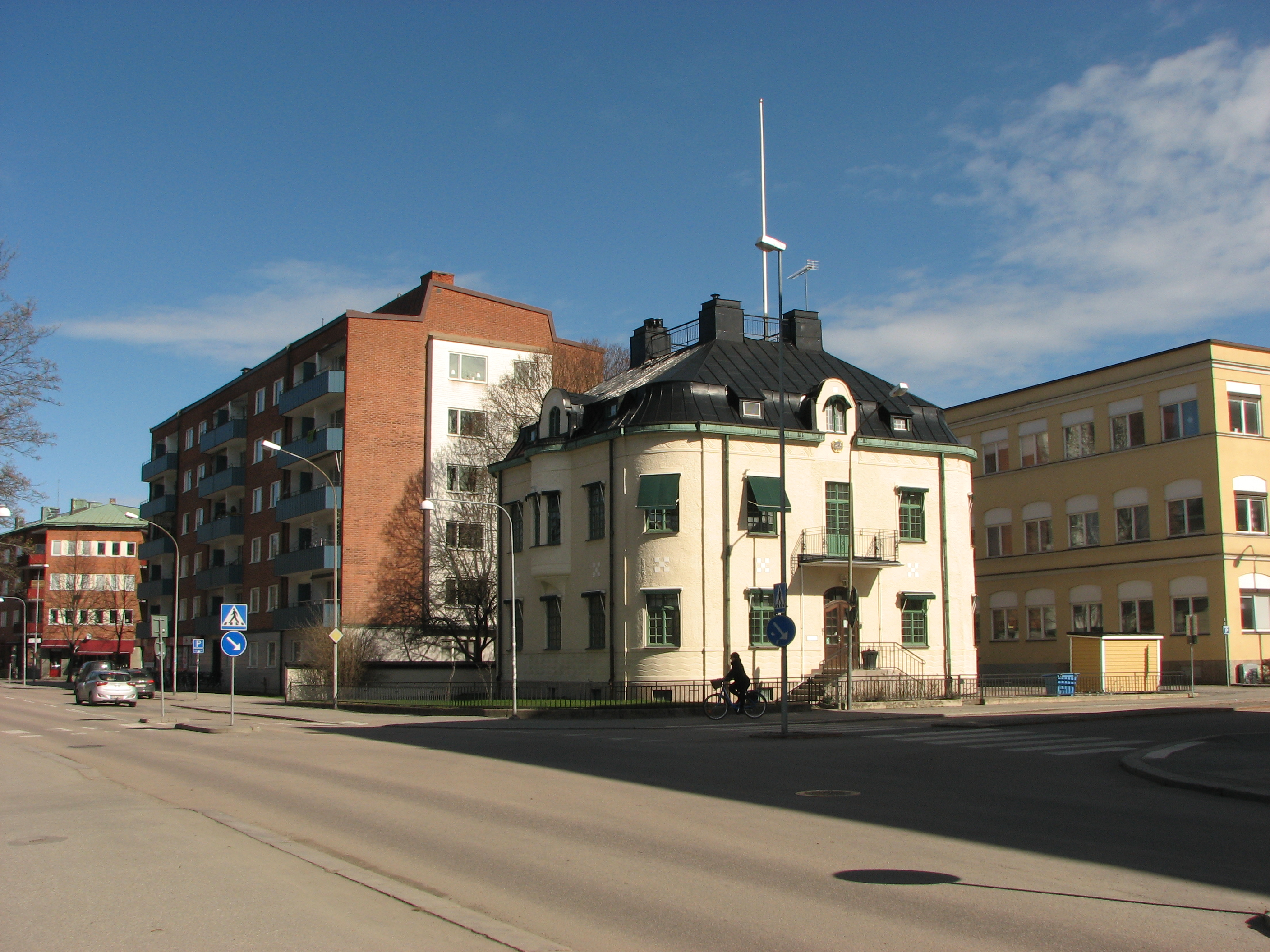
Särenholmska villan[32], Klostergatan 1, Gerdt Hallberg (1861-1917) och Carl Leth, 1913, jugend
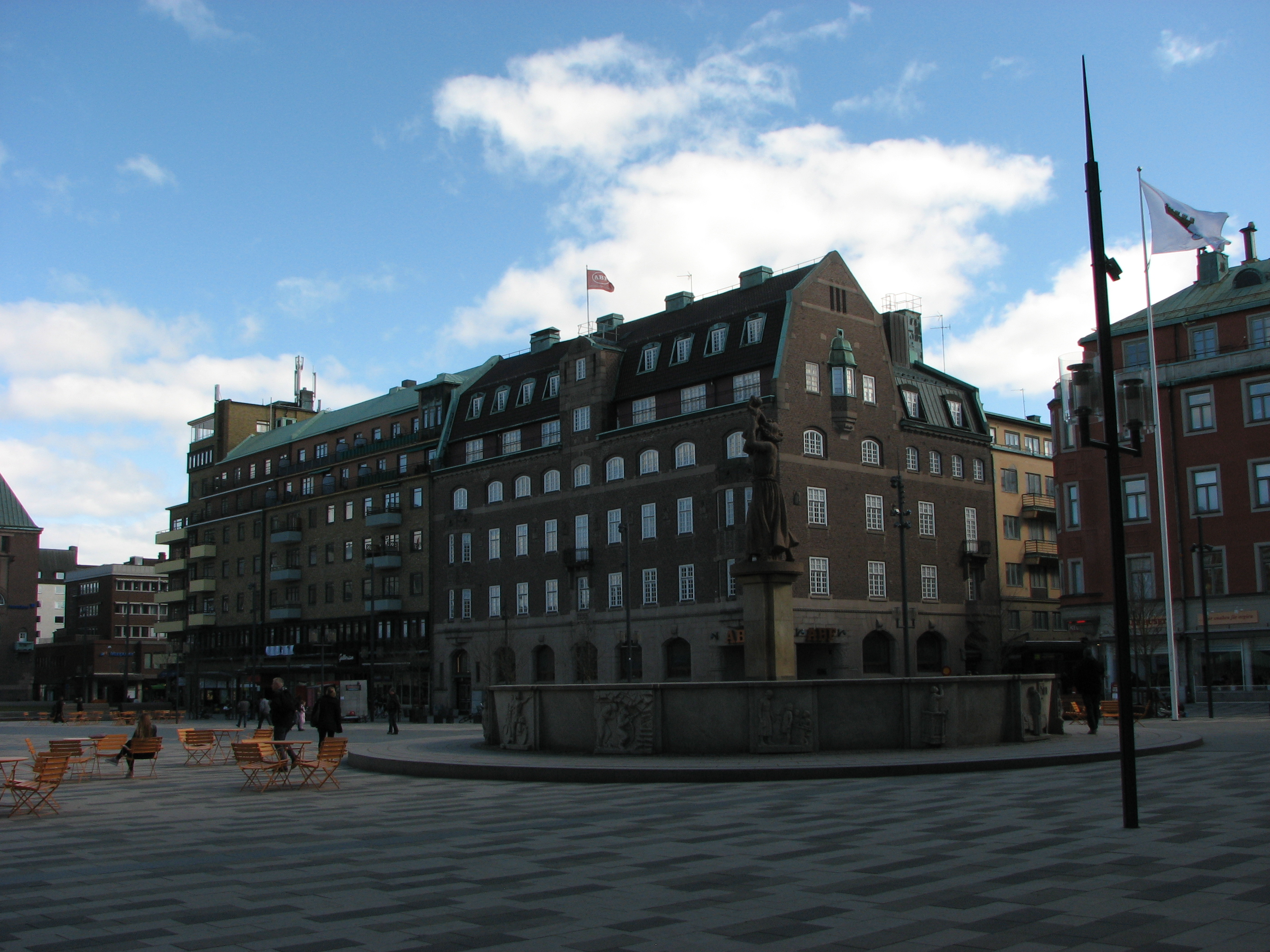
Sparbanken[33], Kungsgatan 14, Aron Johansson (1860-1936), 1915, nationalromantik
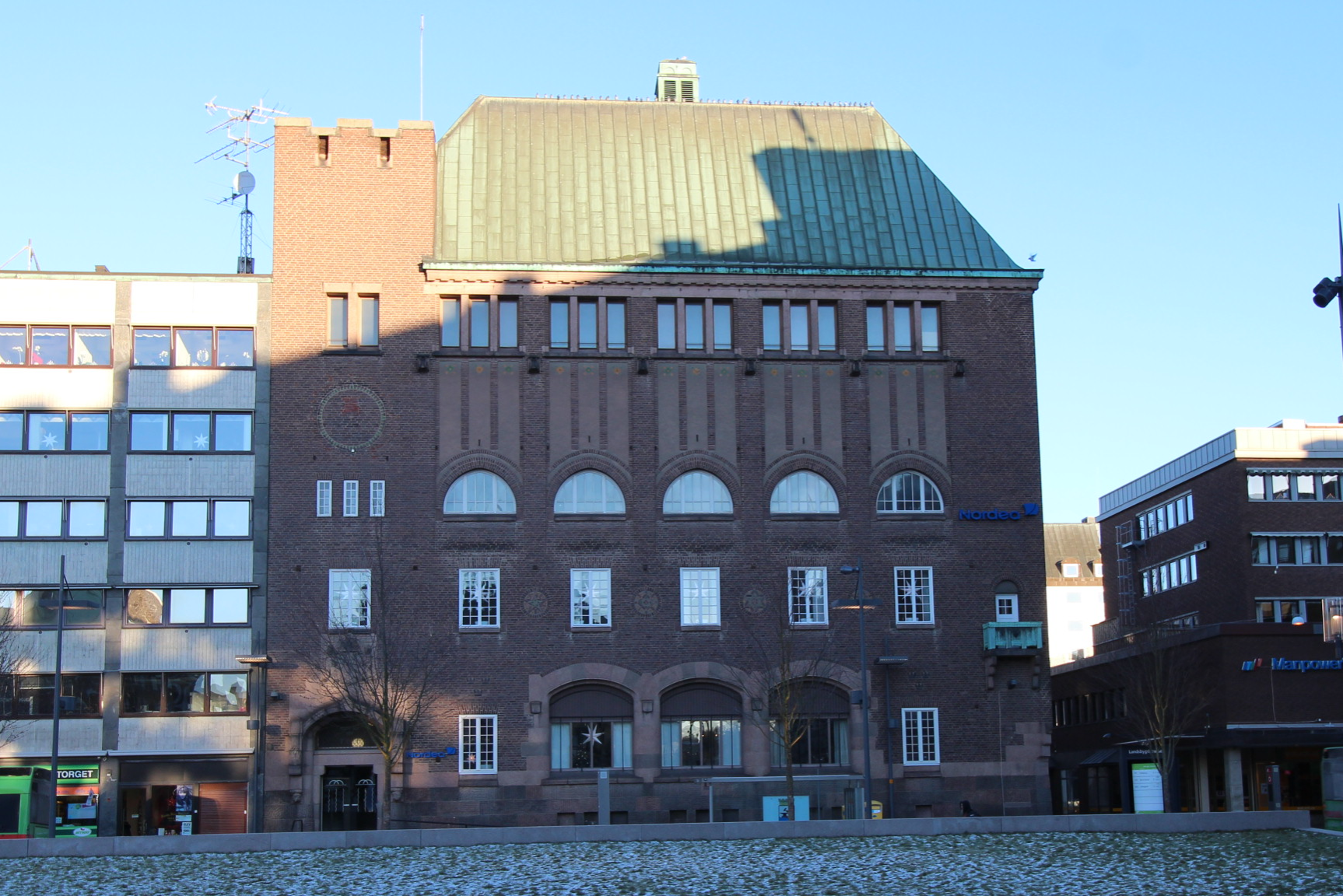
Telegrafhuset[34], Fristadstorget 5, Aron Johansson (1860-1936), 1916, nationalromantik
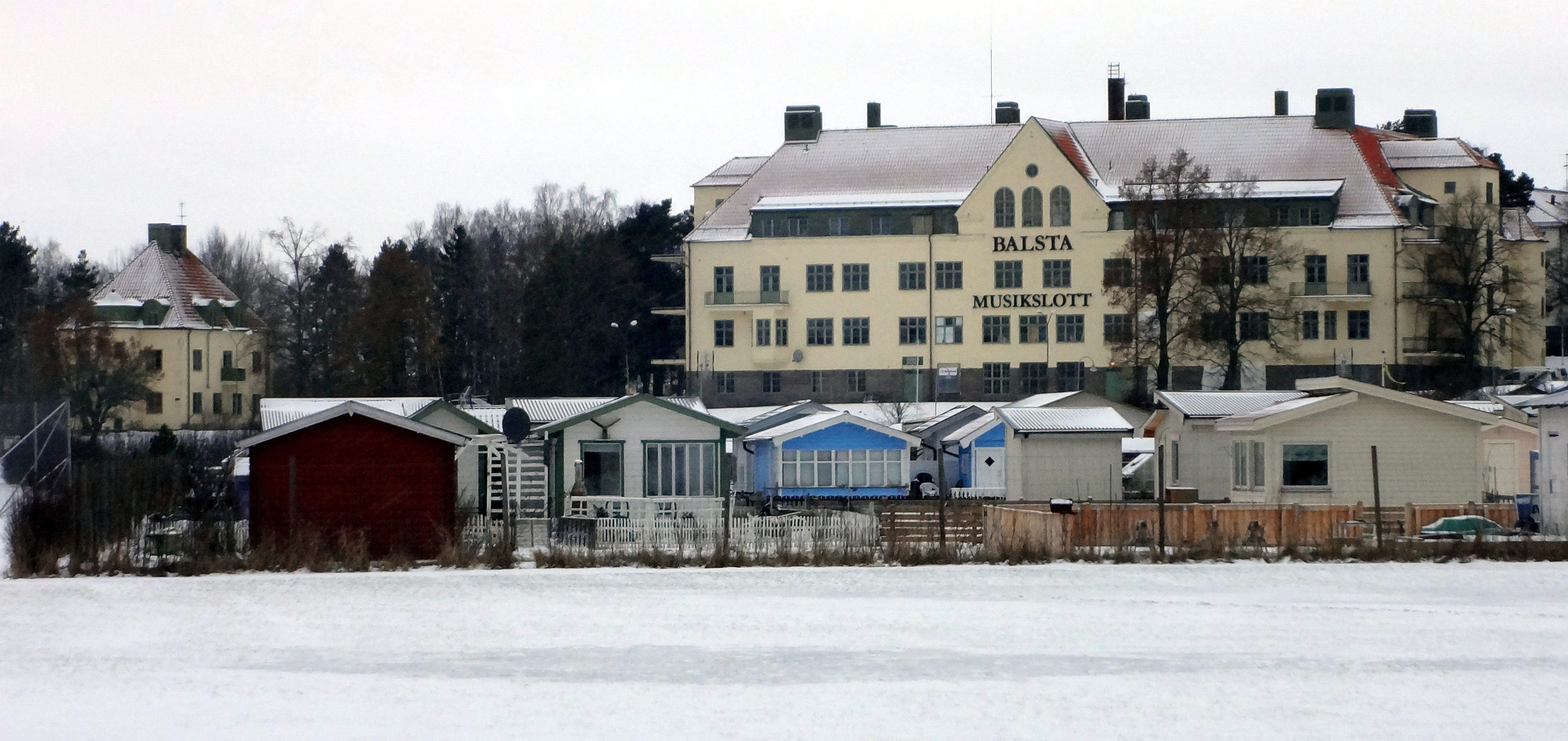
Sjukhem fram till 1978, Musikslott sedan 1988[35], Balstavägen 4, Theodor Kellgren (1880-1936), 1917, historicism
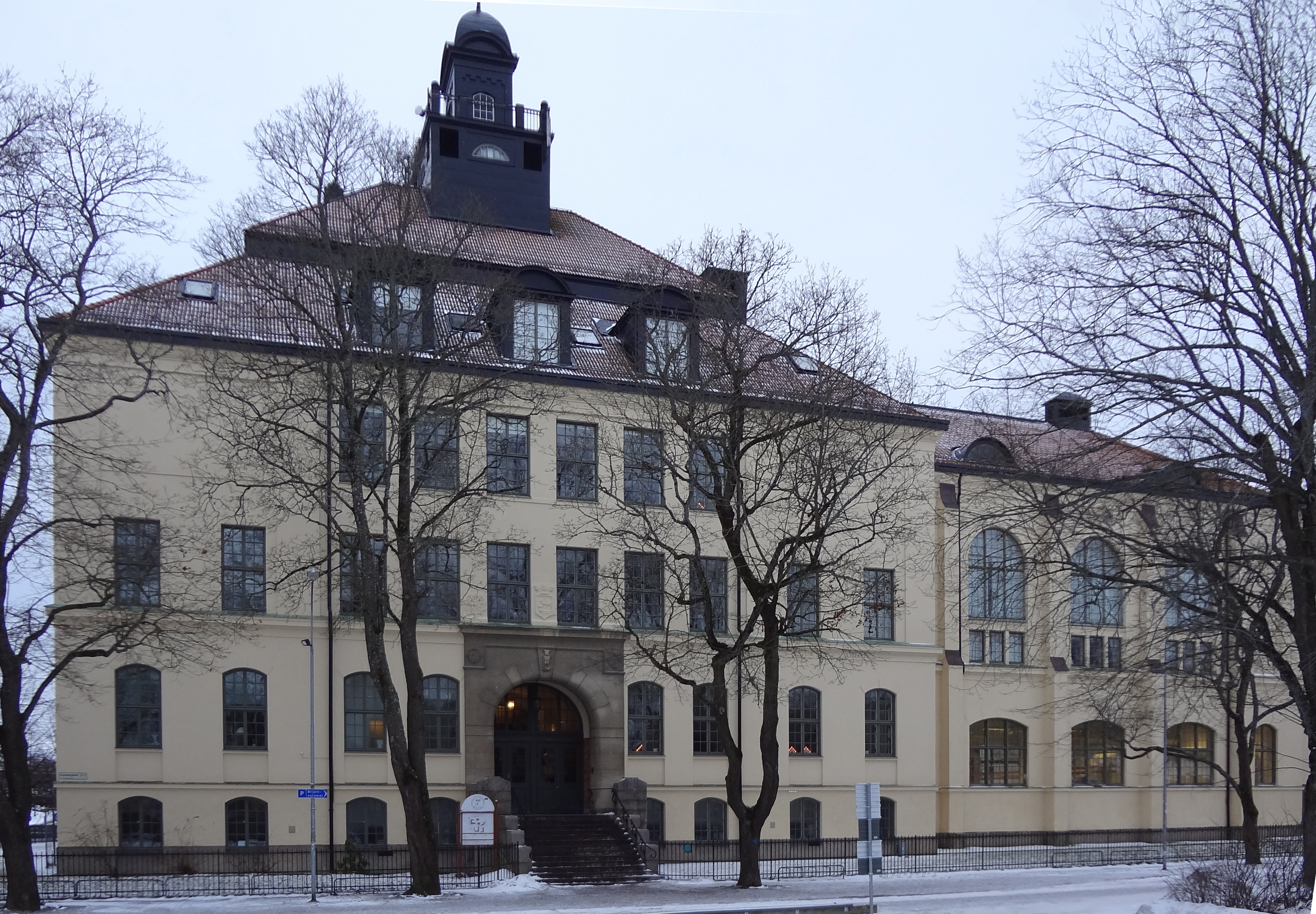
Högre allmänna läroverket[36], Smedjegatan 3, Emil Befwe (1860-1939), 1918, jugend
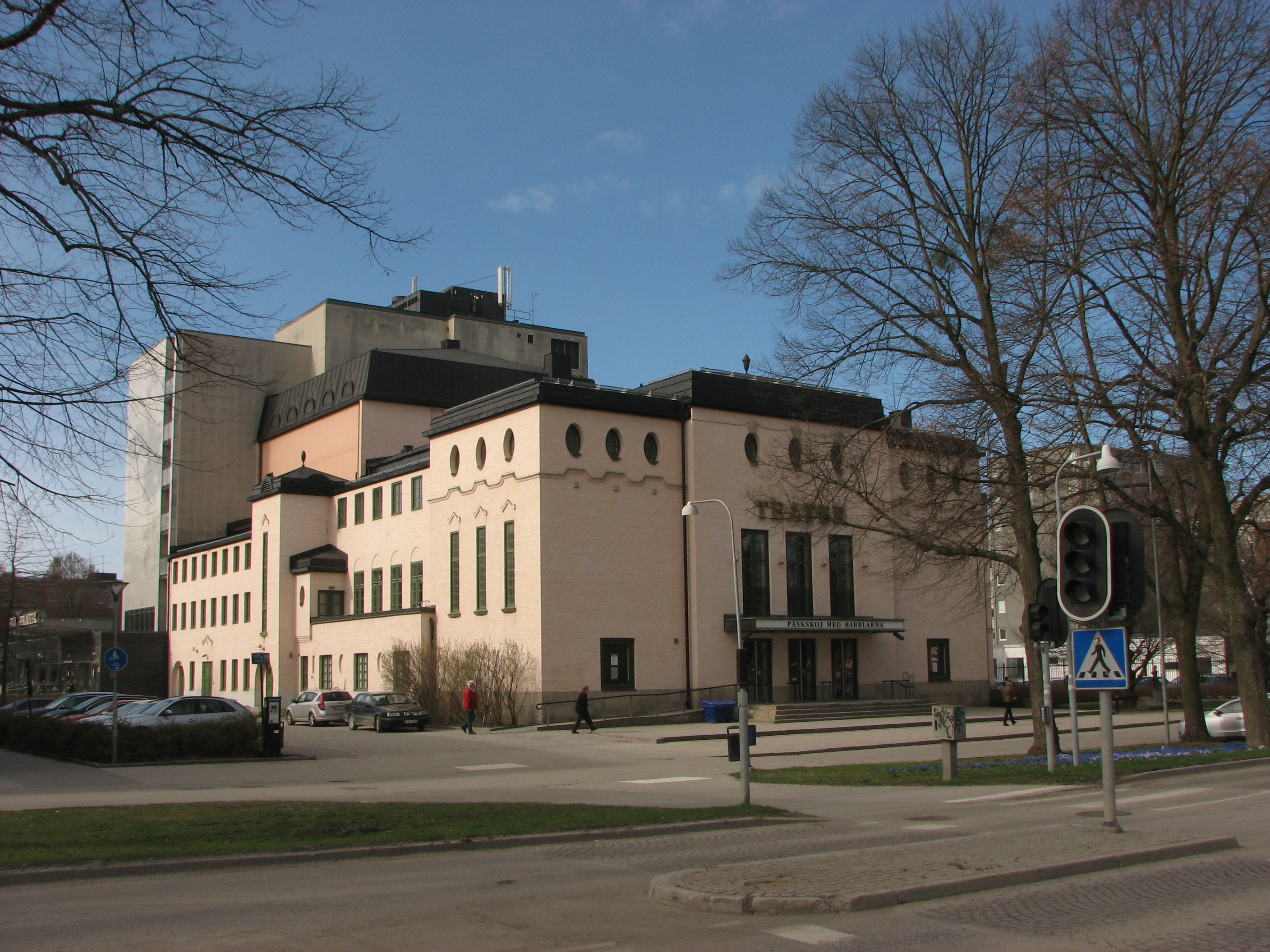
Stadsteatern[37], Kriebsensgatan 2, Ebbe Crone(1885-1960), 1925, tjugotalsklassicism och art déco
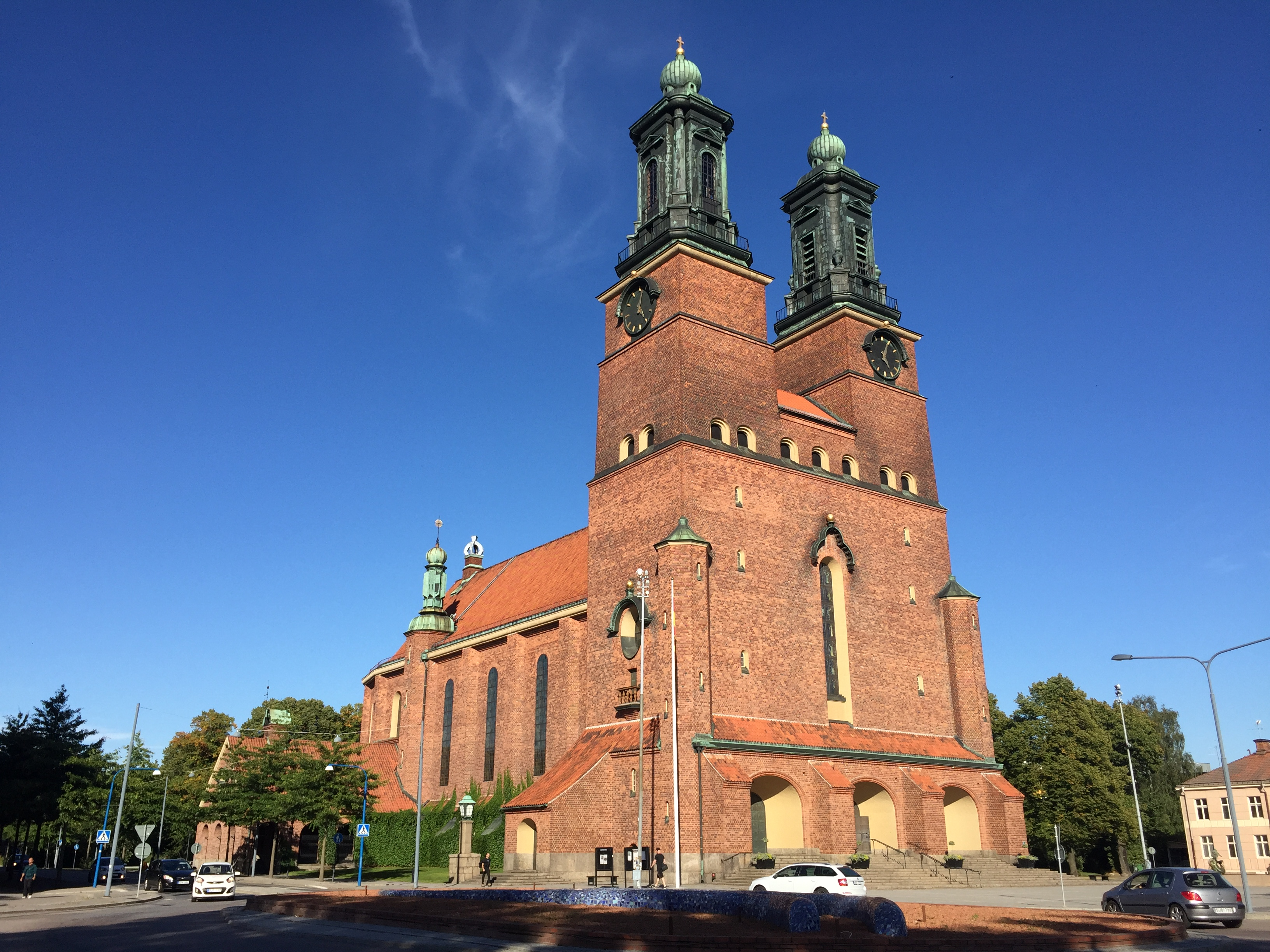
Klosters kyrka, Strandgatan 20, Otar Hökerberg (1882-1960), 1929, nybarock
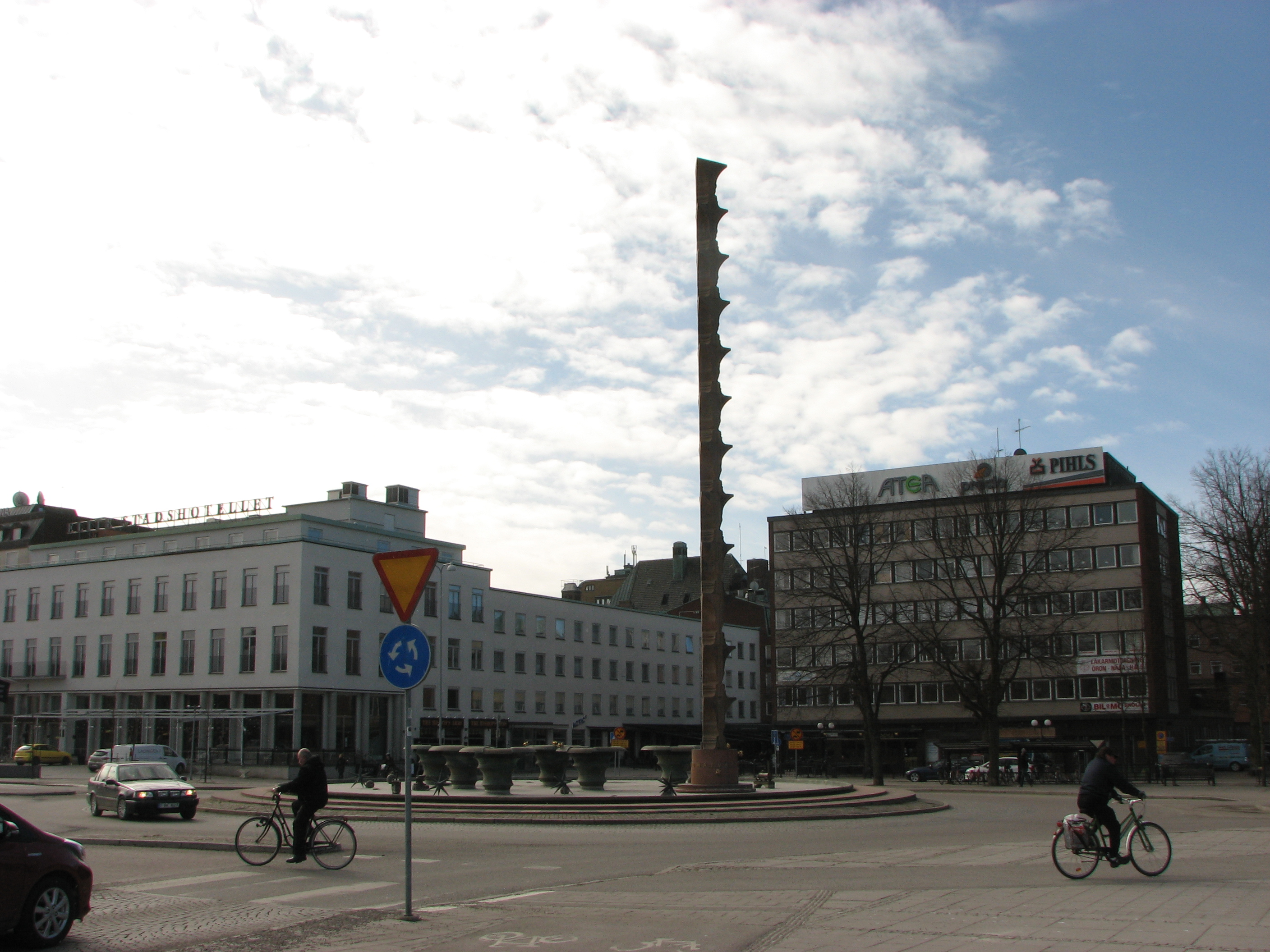
Stadshotellet[38], Hamngatan 11, Frej Klemming (1893-1978) med David Nilsson, 1939, funktionalism
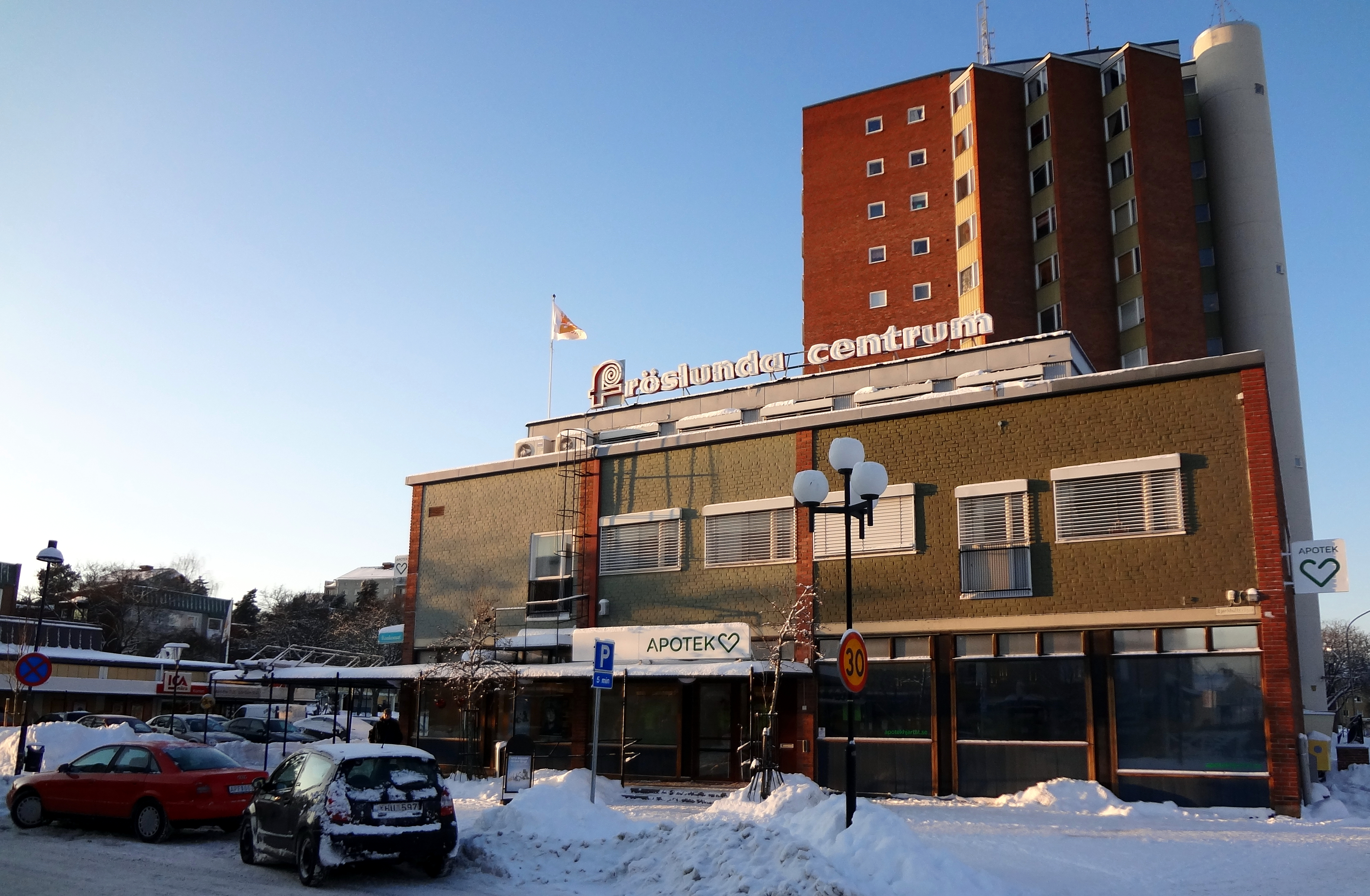
Fröslunda centrum, Sturegatan 9, Jon Höjer (1922-2014) och Sture Ljungqvist (1921-2004), 1952, brutalism
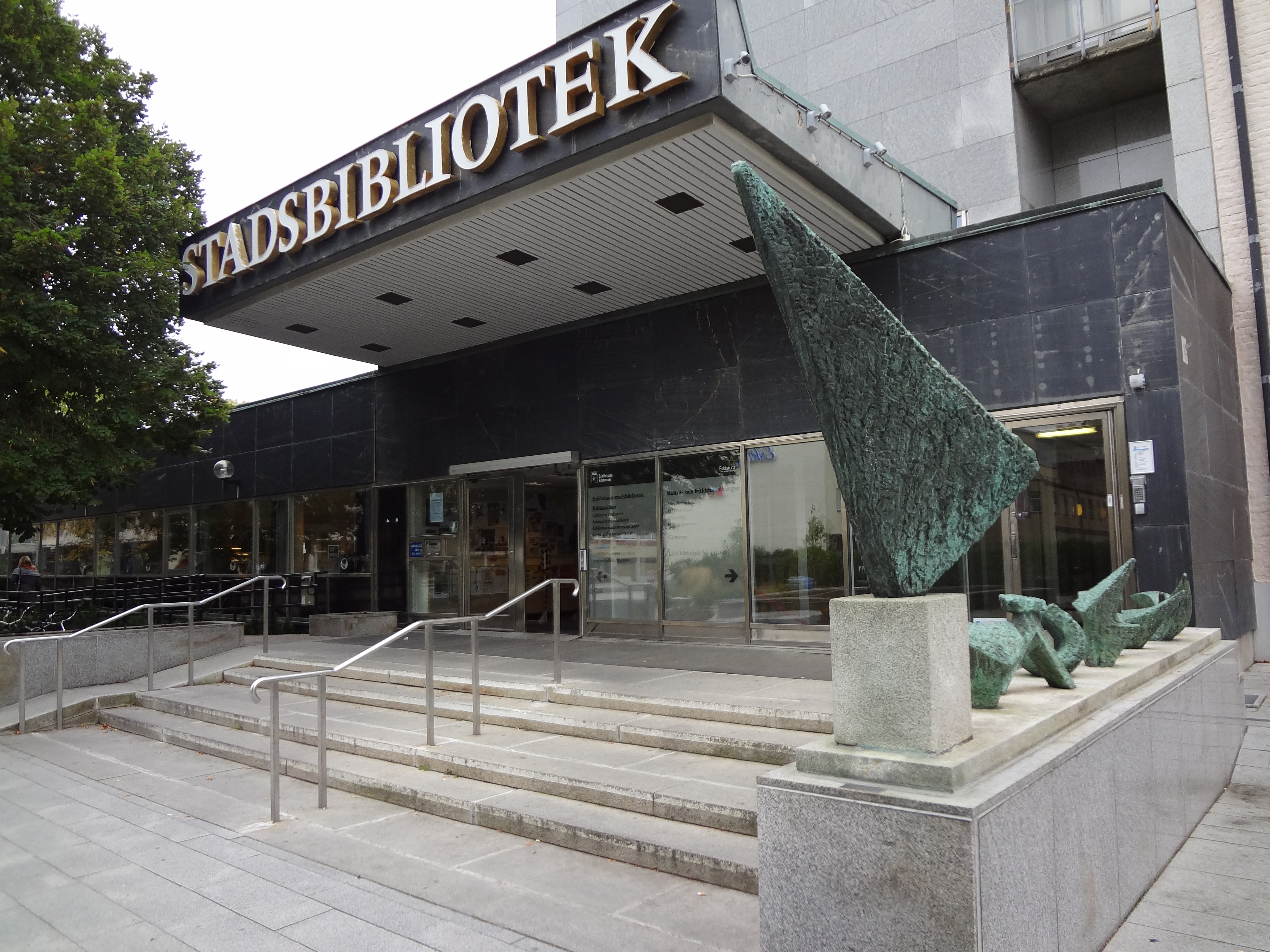
Stadsbiblioteket, Kriebsensgatan 4, Gustaf Lettström (1913-1999), 1965, internationell stil
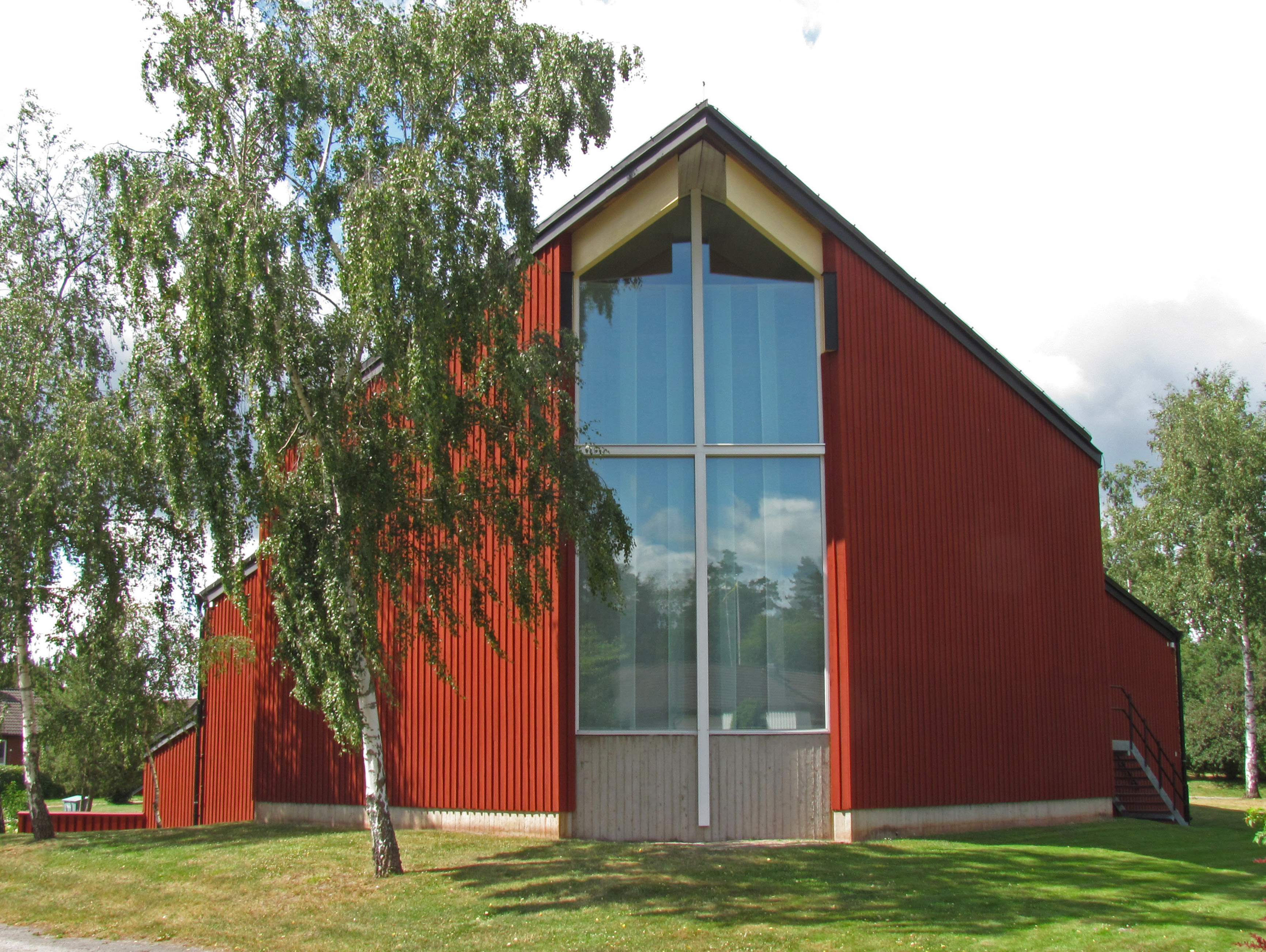
Sankt Pauli kyrka, Långbergsgatan 14, Gustaf Lettström (1913-1999), 1978, organisk arkitektur
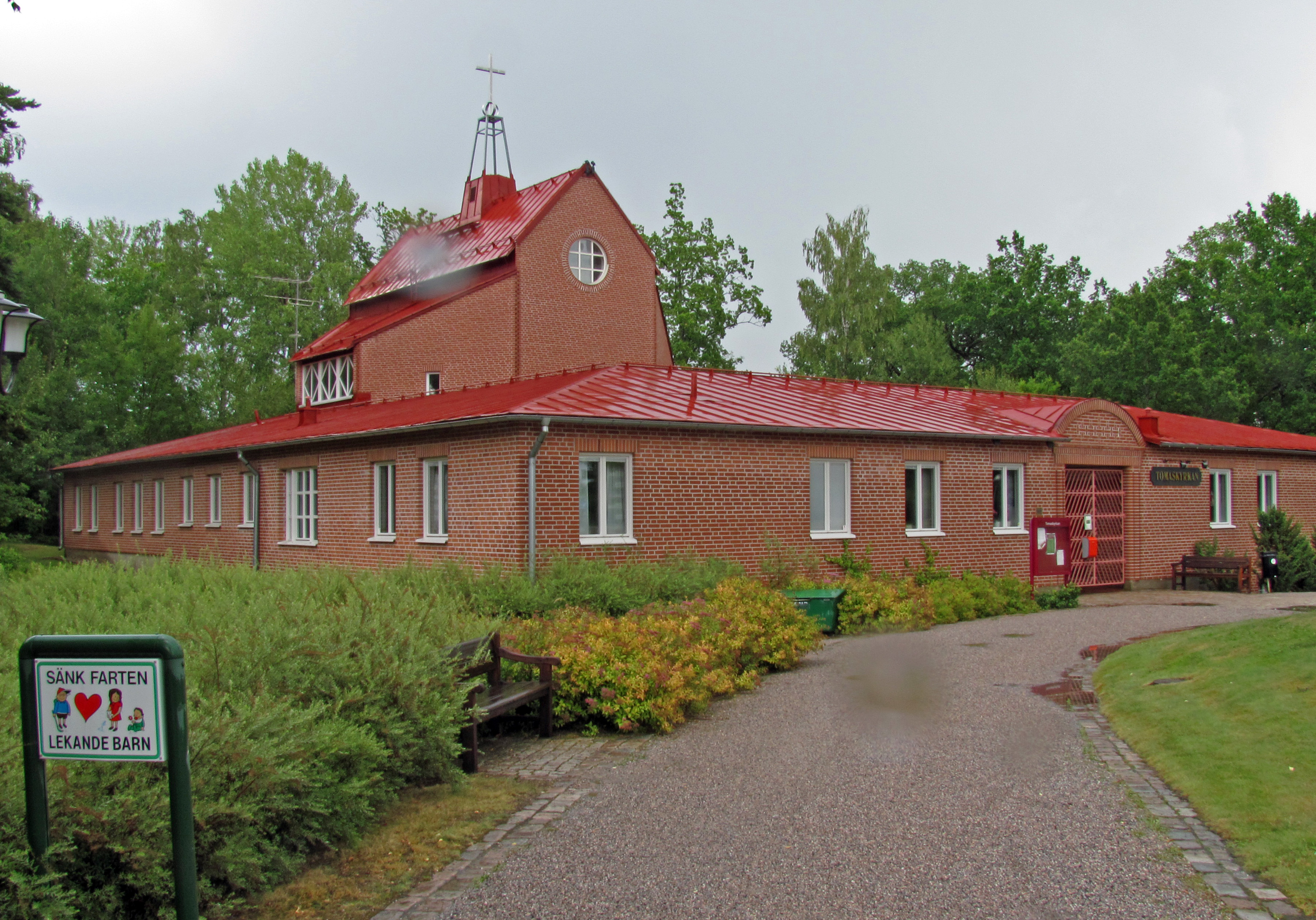
Tomaskyrkan, Stenby Centrum 4, Helena Tallius Myhrman (1953-) och Magnus Myhrman (1945-), 1993, regionalism

#### Kyrkor
- Svenska kyrkan: Ansgarskyrkan, Fors kyrka, Klosters kyrka, Sankt Andreas kyrka, Sankt Pauli kyrka, Sankt Petri kyrka, Tomaskyrkan
- Katolska kyrkan: Heliga Korsets Katolska Församling
- Frikyrkor: Elimkyrkan (Equmeniakyrkan), Eskilstuna Finska Friförsamling, Finska Pingstkyrkan, Fristadskyrkan (EFK), Frälsningsarmén, Kjula Baptistförsamling, Lifecenter Church, Pingstkyrkan, S:t Eskilskyrkan (Equmeniakyrkan)
- Andra samfund: Jesu Kristi Kyrka av Sista Dagars Heliga, Lettiska Evangeliska-Lutherska Församling, S:ta Maria Syrisk-Ortodoxa Kyrkan

#### Moskéer
- Årbymoskén

#### Köpcenter
- Cityhuset
- Gallerian
- Sveaplans Köpcentrum
- Skiftinge Handelsområde
- Folkesta Handelsområde
- Tuna Park

### Parker

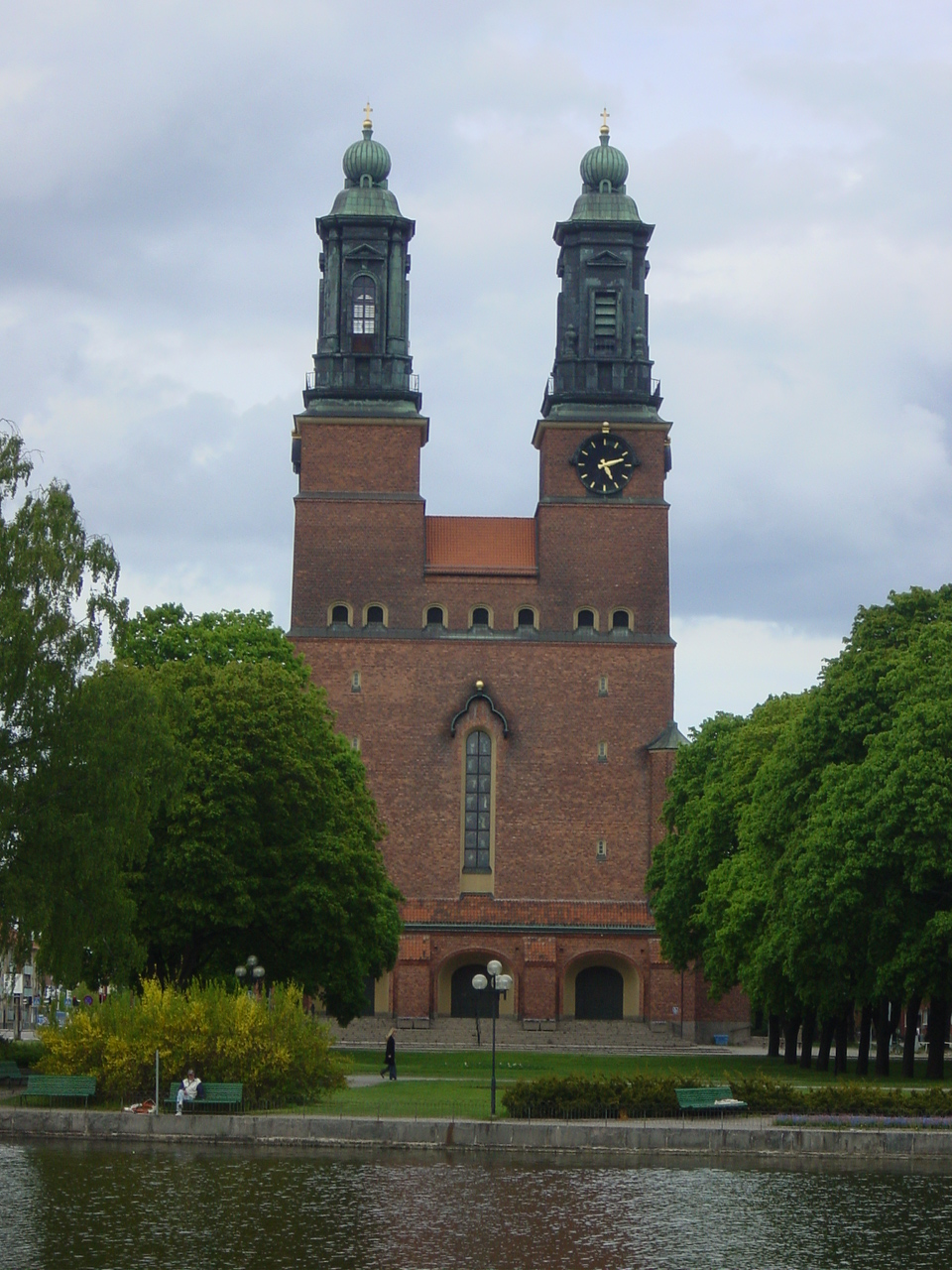
Klosters kyrka med stadsparken i förgrunden.

- Eskilsparken: Belägen i stadsdelen Söder anlades år 1914[39]. Här finns många trädslag planterade, till exempel turkisk hassel, mannaask, rödbladig skogslönn, blodbok, persisk ek, vitbladigt päron, vitbrokig rödask, hängask, rödblommig hästkastanj, blågran och coloradogran. Den för landsdelen ovanliga platanen finns också. Här finns även ett konstverk i form av Carl Eldhs "Flicka med gloria" från år 1953.
- Fors Kyrkopark: Parken omger Fors kyrka, belägen i centrala Eskilstuna. Avgränsas av Eskilstunaån, Svealandsbanan, Nygatan och Kyrkogatan. Fram till år 1900 var det en begravningsplats där parken idag ligger. Det var Eskilstunas första begravningsplats.
- Hamnparken med Smörtorget: Trädplanteringssällskapet bekostade och anlade Hamnparken under åren 1883–1885. Här finns ett mångfald träd planterade bok, lind, lönn, pelarek, vitoxel, blodbok och inte minst ett korkträd som inte ska förväxlas med korkeken. Del av parken överläts av sällskapet till staden år 1886 och resterande del 10 år senare. I överlåtelsen ingick också stadens första offentliga konstverk fontänen kallad ”Kvinna med ymnighetshorn ” Konstverket är daterat till 1897 och är utfört av bronserat gjutjärn.
En del av parken innehåller även en minipark med perenner nya träd och belysning. Arbetet färdigställdes år 2005. Carl Eldh:s ”Dansen” ingår som en del i ombyggnationen.
- Nybroparken: En ny park har skapats mellan Hamngatan och ån västerut. Genom anläggningen rinner en bäckfåra. Ombyggnaden av Hamngatan har belönats med Vackra Vägars Pris år 2002.
- Rinmansparken: Intill Rinmansgymnasiet ligger Rinmansparken anlagd 1920 då under namnet Fristadsparken. Innan skolan byggdes låg det gamla epidemiska sjukhuset här och som gammal lasarettspark har parken ett artrikt trädbestånd bestående av alm, avenbok, rödbok, blodlönn, ek, hästkastanj, lind, turkisk hassel med flera. När sjukhuset revs togs beslut att marken skulle vara orörd, men trots detta byggdes Rinmangymnasiet på platsen. Ett monument föreställande fristadsdirektören är hitflyttad 1942 från Fristadstorget och är en gåva från Brukssocieteten till staden.
- Rothoffsparken: Rothoffsparken ligger söder om Eskilstunaån i det nordvästra hörnet av centrala Eskilstuna. Parken härstammar ursprungligen från Reinhold Rademachers tillämpningar i samband med att han etablerar sig i Eskilstuna på 1660-talet. På 1700-talet kom dock Fredrik Rothoff att ta över området där han byggde en herrgård i karolinerstil 1786. Han kom också att ge namnet till den engelska parken han anlade på området. Rothoffsparken är i stort oförändrad från denna tid och innehåller bland annat en karpdamm och en kryddträdgård, i stort sett samtliga i Sverige växande lövträd finns också representerade i parken. Parken har blivit vald som en av Sveriges 10 vackraste parker 2004.
Fredrik Rothoffs hus i karolinerstil flyttades på 1880-talet och ersattes av nuvarande hus, vanligen benämnd "Rothoffsvillan" trots att Rothoff var död långt före huset byggdes. Under större delen av 1800-talet av fram till 1966 ägdes parken och byggnaderna i parken av Carl Gustafs stads gevärsfaktori. Rofhoffsvillan beboddes av VD och Tullgatan 6 av chefsingenjören, husen längs Hamngatan var arbetarbostäder.
År 1966 köptes hela parken med byggnader av Eskilstuna kommun, under 1990-talet och framåt har byggnader sålts av och nu äger kommunen endast själva Rothoffsvillan. Övriga hus är privatvillor och bostadsrättsförening.
- Stadsparken: Parken anlades år 1877 och omfattade på den tiden sex hektar. Stadsparken har idag ett omfattande uppvuxet trädbestånd, samt öppna gräsytor, utbyggda parkvägar med sittplatser, blomsterrabatter, lekplatser och en dagvattendamm. Parken delas av Nybron med Västergatan.
En musikpaviljong, byggd 1943, fanns tidigare i parken och utnyttjades flitigt för underhållning av skiftande slag. Paviljongen förföll dock under senare år och revs hösten 2007. I Stadsparken finns även tidigare en sommarservering kallad Åbryggan. Tidigare har det också funnits en minigolfbana i anslutning till denna.
Här finns ett fyrtiotal olika trädslag där lönn och lind dominerar. Bland övriga träd finns cembratall, bok, hästkastanj, ek, prydnadskörsbär och olika björkarter. I parken finns också konstverk, bland annat originalskulpturen Guds Hand av Carl Milles.
- Strömsholmen: Östra delen av Faktoriholmarna har haft många benämningar under årens lopp. Fårkättelholmen är en av dem, en gammal benämning som förtäljer om fårbete på holmen. År 1867 beslutade stadsfullmäktige att arrendera ut holmen varvid namnet åter ändrades då till Havretäppan. År 1899 uppfördes ett värdshus, vilket stängdes och revs under tidigt 1950-tal.
Under krigsåren 1940–1945 stängdes Strömsholmen tillsammans med övriga faktoriholmar till förmån för rikets försvar. Hela Strömsholmen restaurerades i sin helhet tidigt 1980-tal och används idag som plats för olika typer av nöjesarrangemang. Nya träd och häckar planterades. Holmen var dock fortfarande svår att nå. Tillgängligheten och holmens värde förbättrades i samband med Hamngatans ombyggnad och en ny gångbro byggdes ungefär i samma läge som den gamla.

## Kommunikationer

### Busstrafik

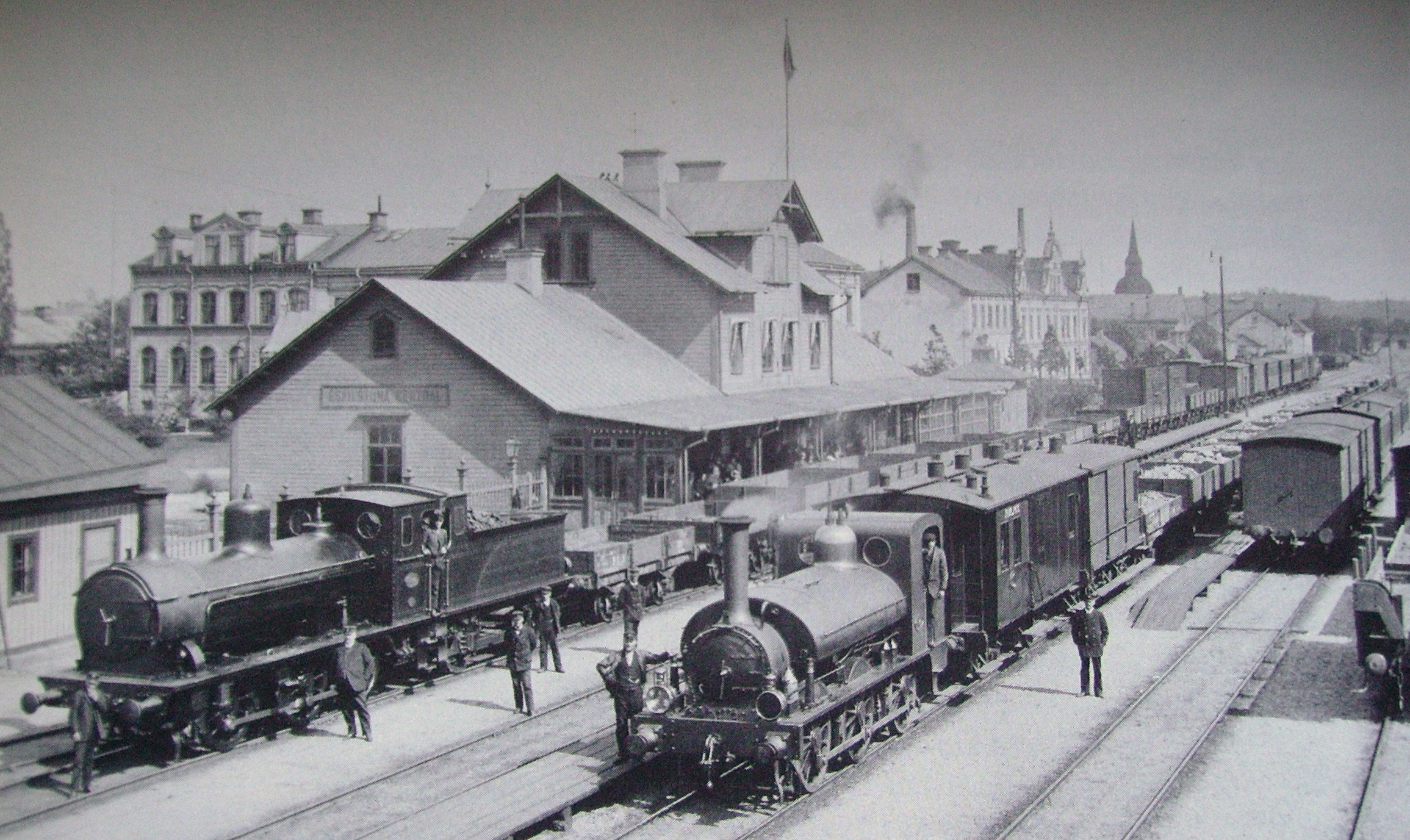
Eskilstuna järnvägsstation omkring 1910.

Huvudartikel Citybussen i Eskilstuna
Eskilstunas busstrafik går under namnet Citybussen. Stadsbussarna är gröna till färgen och körs sedan 2002 av Transdev på uppdrag åt Sörmlandstrafiken. I Eskilstuna finns runt 70 bussar, varav 20 drivs på biogas.  Ett program för handikappanpassning av busshållplatser är under genomförande.
Citybussen utgörs av 23 stycken linjer, varav linje 1 och 2 är stomlinjer. Dessa linjer och några andra (bland annat linje 4) körs med ledbussar. Linje 1 (Torshälla-Centrum-Borsökna) förbinder Eskilstuna med tätorten Torshälla och området Borsökna och linje 2 kör mellan Stenby och stadsdelen Skiftinge. Merparten av linjerna passerar Eskilstunas stadskärna. Specialtrafik körs bland annat i samband med större idrottsevenemang, exempelvis till Sundbyholms travbana.

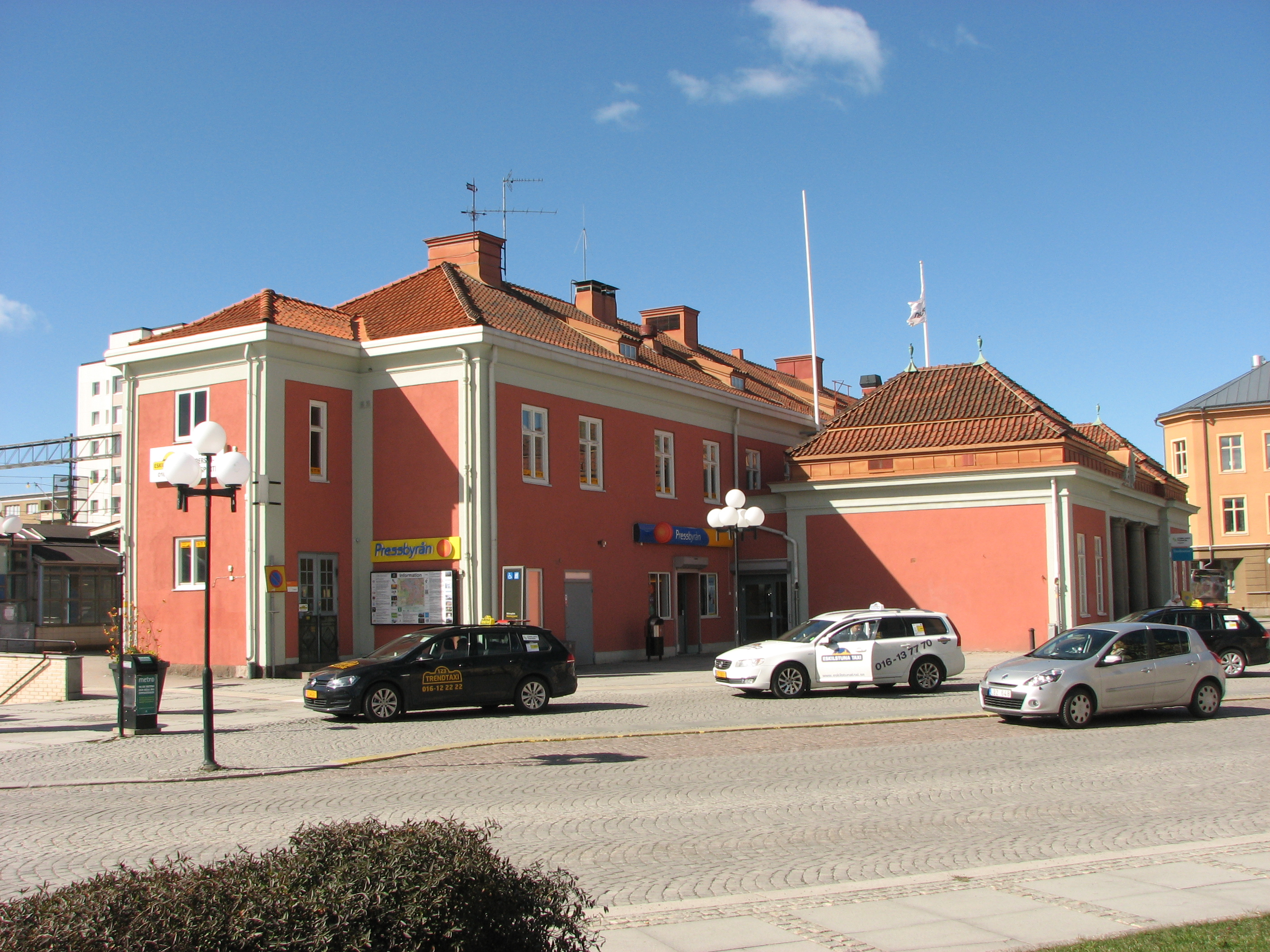
Eskilstuna järnvägsstation 2017.

### Järnväg
Mälartåg trafikerar två regionaltågslinjer som betjänar Eskilstuna:
- Svealandsbanan västerut mot Kungsör och Valskog där den ansluter till Mälarbanan. Österut mot Strängnäs och Södertälje syd där den bland annat ansluter till Grödingebanan.
- Järnvägslinjen Sala–Oxelösund, som trafikeras av Uven-tåget på sträckan Uppsala–Västerås–Eskilstuna–Katrineholm–Norrköping–Linköping).

### Vägar
- Riksväg 53 Söderut mot Malmköping, Nyköping och Oxelösund.
- Riksväg 56 Söderut mot Katrineholm, Norrköping. Norrut mot Västerås och Gävle.
- E20 motortrafikled västerut mot Kungsör, Arboga, Örebro och Göteborg. Motorväg österut mot Strängnäs, Mariefred, Södertälje och Stockholm.
- Länsväg 230 sydväst mot Stora Sundby och Katrineholm.
- Länsväg 214 sydväst mot Näshulta och Julita kyrka.

## Utbildning
| Universitet - Mälardalens universitet | Gymnasieskolor Kommunala - Rinmangymnasiet - S:t Eskils gymnasium - Rekarnegymnasiet - Zetterbergsgymnasiet Friskolor - Grillska Gymnasiet - Jensen gymnasium - Kunskapscompaniet - NTI-Gymnasiet - REAL Gymnasiet Komvux | Högstadieskolor - Fristadsskolan - Stålforsskolan - Skogstorpskolan - Skogsängsskolan - Slottsskolan - Sverigefinska skolan (Erkki-skolan, tidigare Norra Skolan) - Djurgårdsskolan - Odlarskolan (Tidigare Vårdgymnasiet) - Hammargärdets skola - Edvardslundsskolan - Tegelvikens skola - Fröslundaskolan - Lagersbergsskolan - Skiftingehusskolan - Ärstaskolan - Årbyskolan - Gökstensskolan - Entréskolan - Internationella Engelska Skolan (Tidigare Nyforsskolan) |

## Näringsliv
Exempel på företag som är verksamma i Eskilstuna:
- A-förpackning
- Alfa Laval Tumba AB
- Amazon Web Services
- Assa Abloy
- Outokumpu
- Fazer
- Kuehne + Nagel
- Transdev Sverige AB
- Randstad AB
- Sportamore
- Stille AB
- Swecon
- Transcom
- Volvo Construction Equipment
- Wavin

## Kultur och nöje

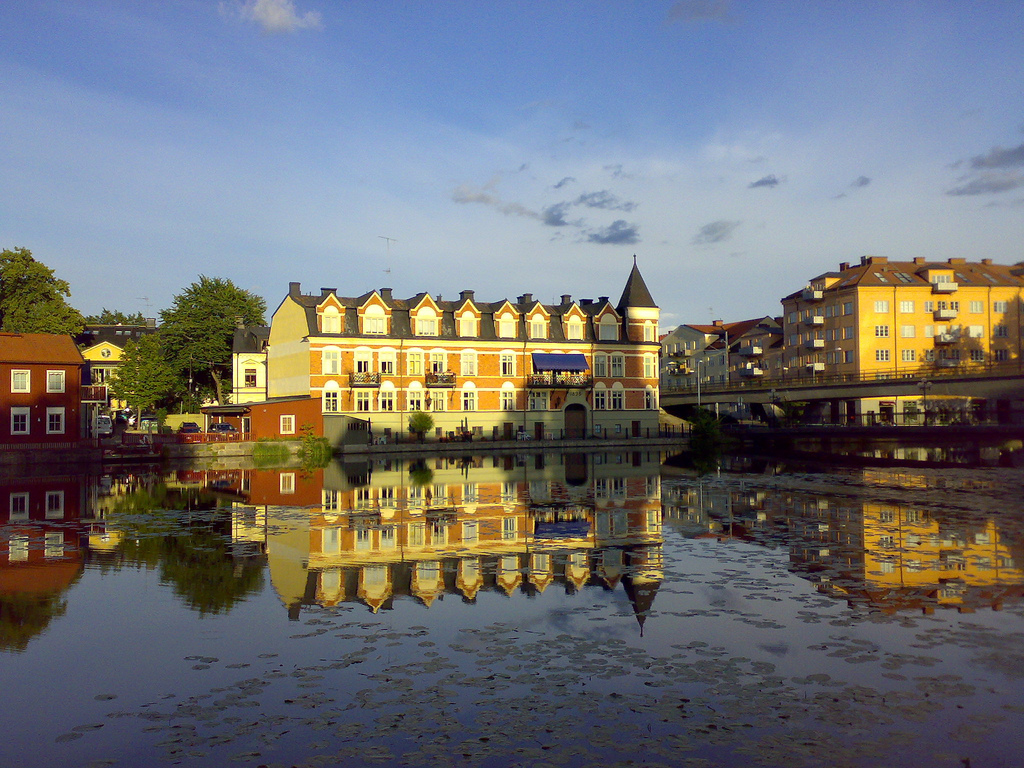
"Stockholmshuset" i Eskilstuna.

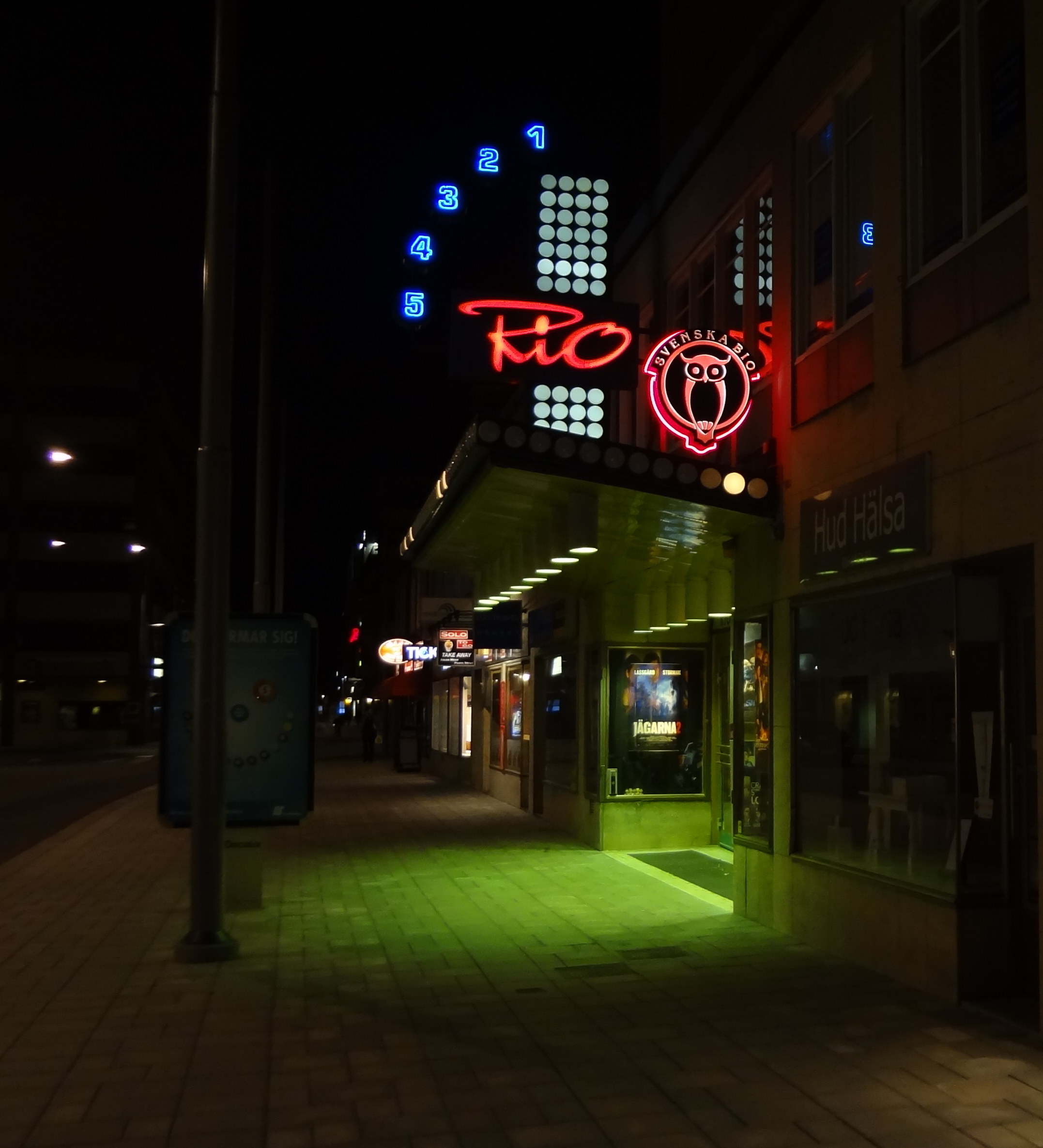
Den nerlagda biografen "Rio" på Rademachergatan.

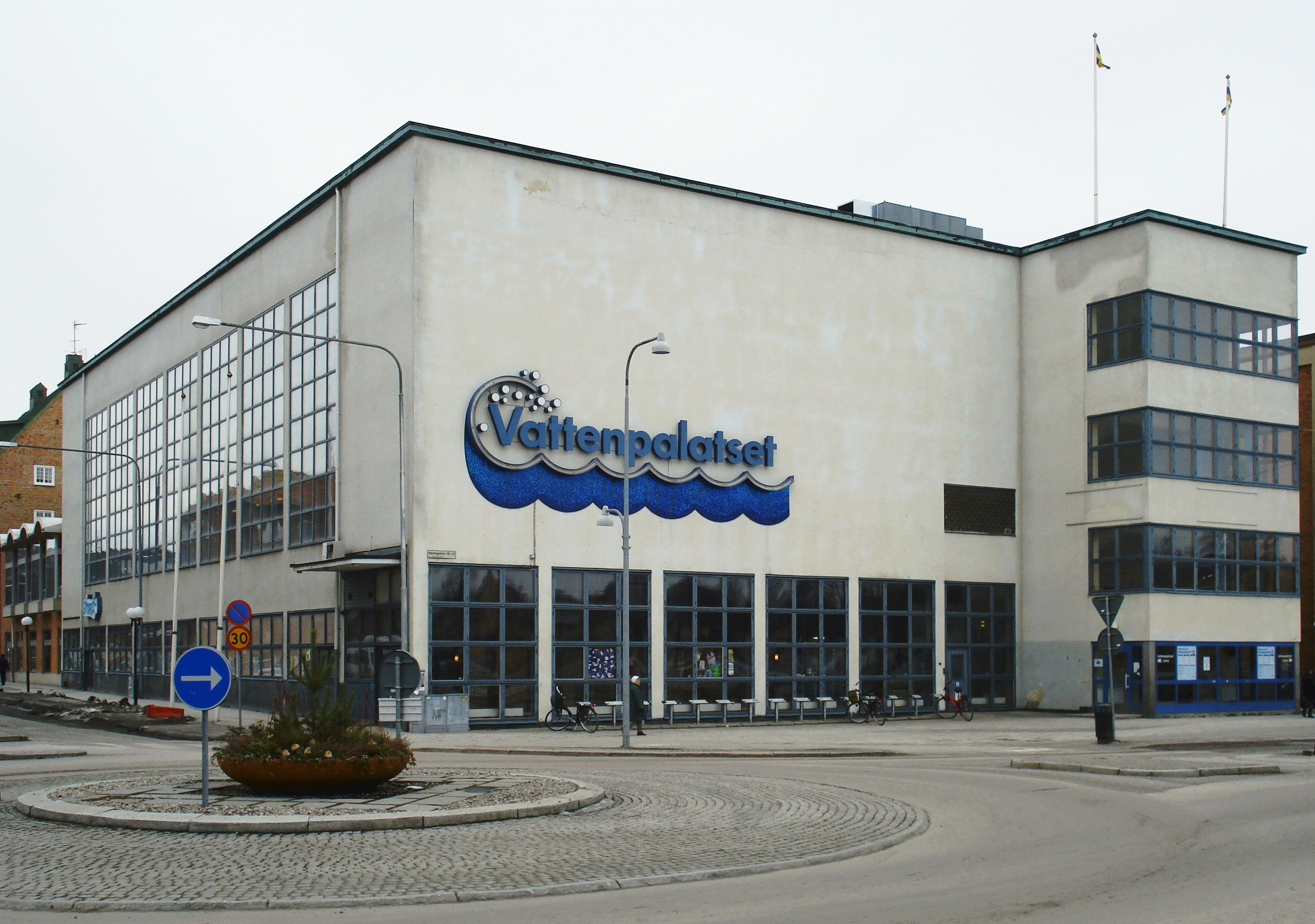
Det gamla badhuset "Vattenpalatset" 2010, som numera är ombyggt till campus för Mälardalens Högskola.

### Museer
Tidigare bedrevs kommunens verksamhet med museer under namnet Eskilstuna museer och omfattade då Eskilstuna stadsmuseum, Eskilstuna Konstmuseum, Rademachersmedjorna, Munktellmuseet och Ebelingmuseet. Sedan år 2006 är verksamheten dock uppdelad på de olika enheterna.

#### Historia och industri
Eskilstuna stadsmuseum med Faktoriet och Vapentekniska samlingarna behandlar Eskilstunas historia, med tonvikt på stadens framväxt som industristad. Rademachersmedjorna är de historiska 1600-talssmedjorna där stadens industrialisering inleddes, och inrymmer idag flera smedjor med butiker samt en restaurang.
- Bergströmska gården i Torshälla
- Eskilstuna stadsmuseum
- Faktoriet
- Lagersbergs säteri
- Munktellmuseet
- Rademachersmedjorna
- Sörmlandsgården
- Torshälla rådhus

#### Konstmuseer
Den 3 juni 2006 nyinvigdes Eskilstuna konstmuseum efter en flytt till Munktellstaden i centrala Eskilstuna.  Det nya museet har på kort tid blivit etablerat i Sverige, främst inom design och konsthantverk, men även inom konst.
- Eskilstuna konstmuseum
- Ebelingmuseet i Torshälla

### Sevärdheter
- Gamla staden. Den gemytliga andan från en helt annan tidsepok finns här kvar i form av "Långa gatan", en delvis kullerstensbelagd gata som idag heter Köpmangatan. Här ligger husen tätt och gränderna är trånga. I Gamla stan ligger också ett utedassmuseum.
- Ogaklev
- Parken Zoo med Parkenbadet
- Stenby fornborg
- Uvbergets fornborg
- Munktellbadet
- Rademachersmedjorna
- Retuna Återbruksgalleria
- Sigurdsristningen

### Musik

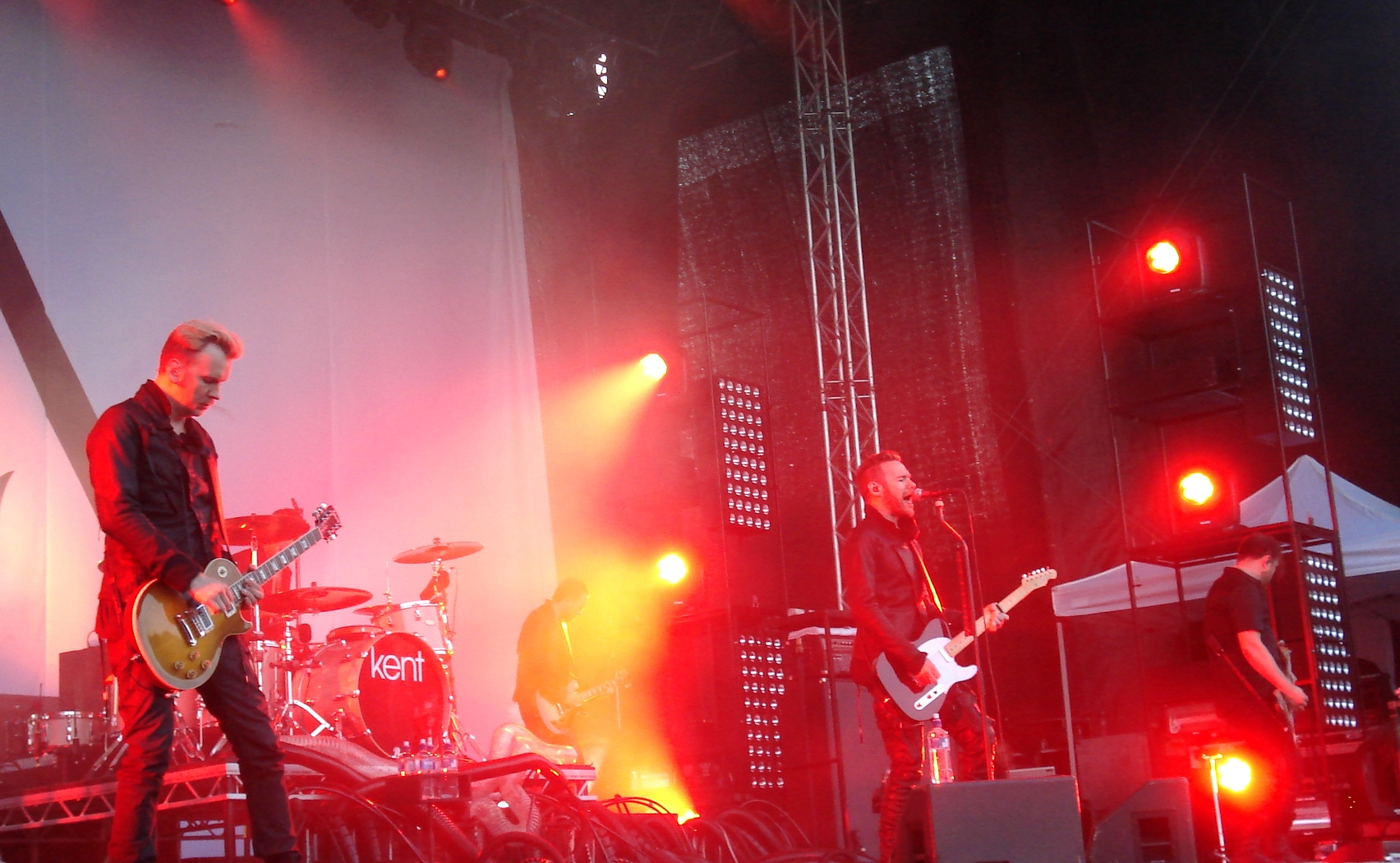
Kent

Eskilstuna utsågs till Sveriges Popstad 1998, och har ett livligt musikliv. Rockbandet Kent kom från Eskilstuna. Namnet på en av deras skivor, Hagnesta Hill, syftar på villaområdet Hagnestahill som ligger i nordöstra Eskilstuna. Även Jeremy Irons & The Ratgang Malibus, Jettie, Pain of Salvation och Yvonne kommer ifrån Eskilstuna. Under åren 1949-52 bodde Abba-medlemmen Benny Andersson i Eskilstuna. En annan Abba-medlem, Anni-Frid Lyngstad, är uppvuxen i Torshälla utanför Eskilstuna. Eskilstuna är även känt för punkbanden Tail Patch, WC, No Security, TT-Task och Sprängd.
Musik- och nattklubben Blå var tongivande i Eskilstuna från 1994 till början av 2000-talet. Blå startades och drevs av kulturprofilerna Rocco Gustafsson, Micke Lönngren och Martin Roos.

### Teater

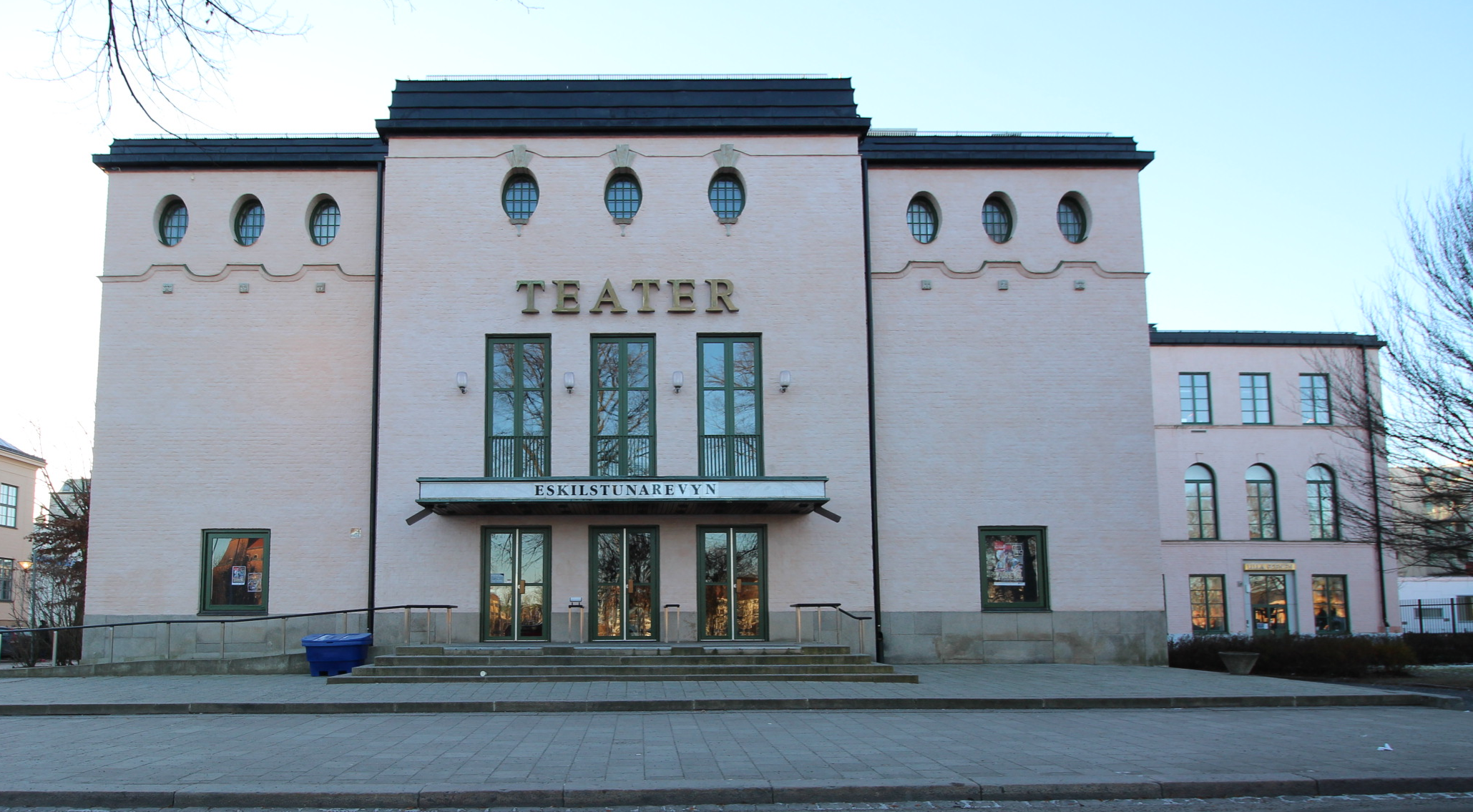
Eskilstuna Teater

Eskilstuna Teater har 410 sittplatser och är belägen centralt vid Eskilstunaån. Teatern används framförallt av Riksteatern genom Eskilstuna Teaterförening, samt andra arrangörer som EskilstunaRevyn och Scenknuten. Teatern används också för olika gästspel, samt som konsertlokal.

## Sport

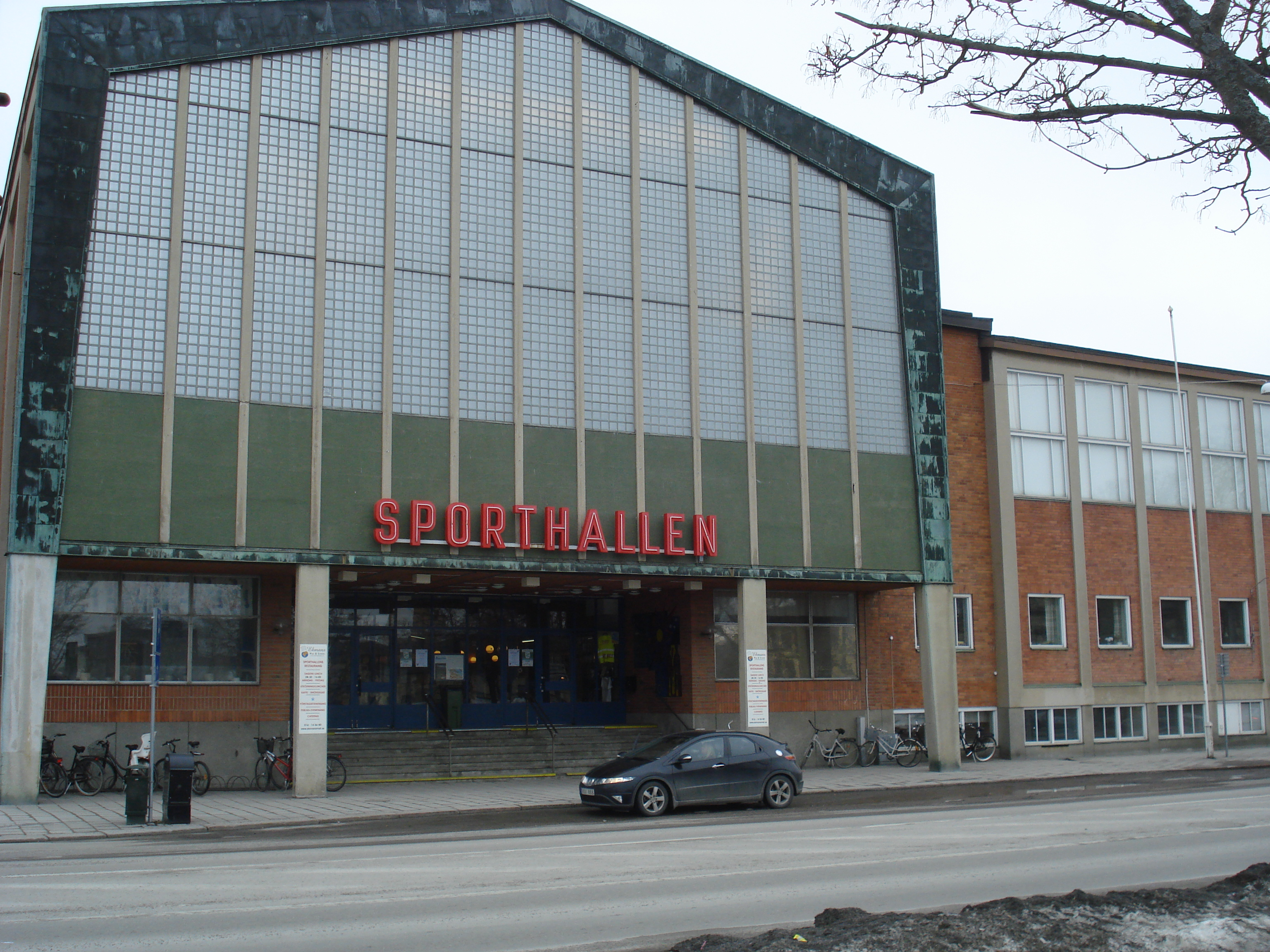
Den gamla och numera rivna sporthallen 2010.

Till Eskilstunas mest kända idrottsföreningar räknas den tidigare allsvenska fotbollsklubben IFK Eskilstuna, AFC Eskilstuna i fotbollsallsvenskan, elitseriehandbollsklubben IF Guif, Smederna i elitserien i speedway och damallsvenska fotbollsklubben Eskilstuna United DFF.
- AFC Eskilstuna, (Superettan i fotboll, herrar)
- Eskilstuna United DFF, (Damallsvenskan i fotboll)
- Smederna Speedway, Elitserien i Speedway
- Eskilstuna Guif, Elitserien i handboll för herrar, Allsvenskan i handboll för damer
- IFK Eskilstuna, (Fotboll, div 2 herrar)
- BK Force, (Elitserien i Bowling, herrar)
- Eskilstuna Basket, (Basketligan dam, Div 1 herrar)
- Eskilstuna BS, (Bandy, div 1)
- Eskilstuna City FK, (Fotboll, div 3 herrar)
- Syrianska Eskilstuna IF, (Fotboll, div 3 herrar)
- Eskilstuna Flygklubb, Segelflyg
- Eskilstuna GK, (Golf)
- Eskilstuna GF, (Gymnastik)

- Eskilstuna GAK, (Atletklubben, brottning)
- Eskilstuna IK, (Skridsko, konståkning och cykel/triathlon)
- Eskilstuna Sharks, (Amerikansk fotboll)
- Eskilstuna Biljard[45] (Biljard)
- Eskilstuna Simklubb, (Simning)
- Eskilstuna Södra FF, (Fotboll, futsal)
- Triangelns IK, (Fotboll, division 1 damer)
- HK Eskil, Allsvenskan i handboll för herrar
- Eskilstuna Linden Hockey, (Ishockey, div 1 herrar)
- Råby-Rekarne FIF, (Friidrott)
- Eskilstuna friidrott, OS-Fackelbärare 2012 i London (Jivara Yousef)
- TK Hobby, (Tennis, 2008 i Elitserien)
- Tunafors SK, (Skidor och slalom)
- Eskilstunaortens RF, (Ridning)
- Eskilstuna BTK, (Bordtennis)
- Eskilstuna BK, (Boxning)

## Sverigefinnar i Eskilstuna
Eskilstuna är en av de svenska orter som har störst sverigefinsk befolkning. Omkring 10 000 personer bosatta i Eskilstunaområdet har finländska rötter. Huvuddelen är barn eller barnbarn till arbetskraftsinvandrare som kom till staden i slutet av 1960-talet. Av dessa omkring 10 000 invånare med rötter i Finland uppskattar, docent Eric De Geer vid Uppsala universitet, att cirka 80 % härstammar från den finskspråkiga folkgruppen i Finland (finnarna) och cirka 20 % härstammar från den svenskspråkiga folkgruppen i Finland (finlandssvenskarna). Den relativt höga andelen finlandssvenskar av invandrarna från Finland beror på att tröskeln att utvandra har varit på grund av språkfrändskapen lägre för dem än för deras landsmän finnarna.
Sedan 1993 finns ett finskt konsulat i Eskilstuna.